# Curinga
Curinga ([kuˈriŋɡa], Cùrnga in calabrese) è un comune italiano di 6 400 abitanti della provincia di Catanzaro in Calabria. Fa parte del distretto rurale "Valle dell'Amato", della regione agraria "n.9 - Colline Litoranee di Curinga", del GAC "Costa degli dei" e dell'APS "Riviera dei tramonti". È inserito tra i Borghi di Eccellenza della Regione Calabria ed è il primo comune calabrese ad essere diventato sostenitore del Fondo Ambiente Italiano.

## Geografia fisica
Il paese, che sorge su una collina a circa 380 metri s.l.m. (Municipio posto a 423 metri s.l.m.), si affaccia sulla piana di Lamezia e il Mar Tirreno, al centro del golfo di Sant'Eufemia, sulla Costa dei Feaci. Il territorio comunale si estende per 52,53 km² e degrada dolcemente da est verso ovest, dalle falde delle Preserre catanzaresi occidentali (Monte Contessa, metri 881 s.l.m.) al litorale pianeggiante.

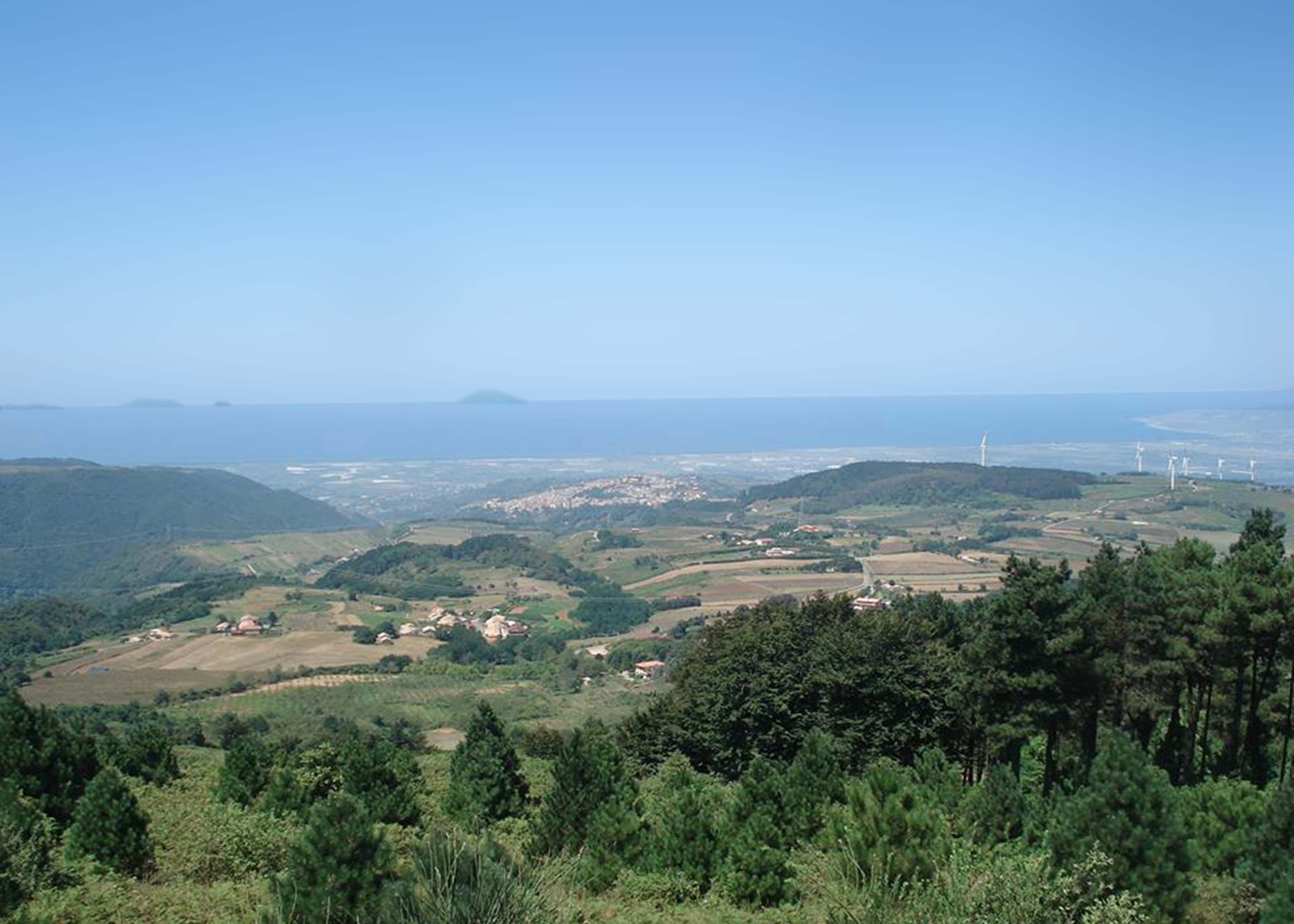
Il territorio del comune di Curinga, visto da Monte Contessa, con le Isole Eolie sullo sfondo.

Offre paesaggi e caratteristiche ambientali variegate: boschi di faggi, lecci, querce e abeti sono presenti in alta collina. In località Vrisi si può ammirare il Gigante Buono, un platano orientale millenario monumentale (Platano orientale di Vrisi), tra i più grandi d'Europa, mentre il pioppo nero più grande d'Italia si trova poco più a valle, proprio all'ingresso del borgo. Per questo motivo Curinga è conosciuta anche come "il paese dei due giganti".
Il litorale è caratterizzato da cinque km di spiaggia libera con un ampio arenile in sabbia silicea e dune marine che ospitano colonie di piante psammofile e una folta macchia mediterranea con mirti e ginepri. L'intera area è stata riconosciuta come sito di interesse comunitario (S.I.C. "Dune dell'Angitola"). Seguendo la linea costiera, una folta pineta ricopre tutto il litorale comunale fino a Torre Mezza Praja (Ruaddu) dove lascia spazio a eucalipti ed a una zona umida anch'essa riconosciuta sito di interesse comunitario (S.I.C. "Palude di Imbutillo"). Alle spalle della pineta costiera si estende una fertile pianura ricca di agrumeti e uliveti che interessa metà della superficie comunale. Ai piedi delle colline si trova un'antica ed enorme duna fossile importante testimonianza del neolitico. Il panorama collinare è caratterizzato quasi interamente da ulivi secolari e vigneti.
L'intero territorio è percorso da est a ovest dal torrente Turrina (Mucato / Nocato) che sfocia nel golfo di Sant'Eufemia dopo aver attraversato la valle sottostante il borgo e la piana. Altri corsi d'acqua presenti sono il torrente Le Grazie, il Randace, Samboni, Tre Carlini. Curinga è ricchissima di acqua, numerose sono le falde acquifere sotterranee e le sorgenti. Il clima è quello tipico delle regioni mediterranee con temperature miti anche in inverno.

## Geografia antropica
L'insediamento principale è il borgo di Curinga che sorge in posizione collinare ed è capoluogo dell'omonimo comune. Ospita la metà dei residenti. Il pittoresco centro storico del paese è un intreccio di stradine, scalini, vicoli caratteristici (carrìari) che attraversano un tessuto urbano estremamente irregolare fatto di piccole case costruite in pietra e attaccate tra loro che portano a piazzette dominate quasi sempre da palazzotti gentilizi: Largo e palazzo Bevilacqua, Piano di Pruscino e palazzo Loffredo (Perugini), Largo Impietrata (Menzalora) e palazzo Serrao. Altri ancora sono Palazzo Senese, Palazzo Panzarella, Palazzo Ciliberti (Cuda). È diviso in rioni (rughi), tra i quali i principali sono Ospizio (Spìzzu), Calvario (Carvàru), San Giuseppe, Pietrapiana (Petraxhiana), Serra di Ciancio, Notar Cola (Notraccola). Il corso principale del centro storico è Corso Garibaldi e attraversa le tre piazze di Curinga: Piazza Diaz, Piazza San Francesco, Piazza Immacolata. Tre sono anche le chiese principali: Il Duomo o Chiesa di Sant'Andrea Apostolo, il Santuario Maria SS.ma del Carmelo, la Chiesa Maria SS.ma dell'immacolata. Le ultime due vedono una intensa partecipazione da parte delle relative confraternite. Nel centro storico sono presenti inoltre la Chiesa di San Giuseppe, la Chiesa dell'Addolorata, la Chiesa di Maria SS.ma del Soccorso, mentre fuori dall'abitato la Chiesa della Madonna delle Grazie. Il centro storico nel corso degli anni ha subito un graduale spopolamento dovuto a fenomeni di migrazione verso paesi quali Stati Uniti, Canada, Argentina, Venezuela, Australia, Francia, Svizzera, Germania. A London (Canada) è presente una forte e orgogliosa comunità di curinghesi che mantengono viva la tradizione e il legame con il paese di origine attraverso le attività del Curinga Club. Gli ultimi fenomeni di spopolamento del centro sono da individuare invece in una gestione urbanistica che ha favorito la nascita di nuovi quartieri mal integrati nel tessuto urbano storico del paese. Gli antichi rioni un tempo pieni di vita appaiono oggi decadenti.
Al centro della piana si trova Acconia, frazione di Curinga che detiene quasi lo stesso numero di abitanti del paese capoluogo. Importante e rinomato centro agricolo sviluppatosi sui resti dell'antica Laconia, risorge proprio come villaggio agricolo in seguito alla bonifica della piana, conoscendo un forte incremento urbano a partire dagli anni 80. Ha una piazza intitolata a San Giovanni Battista sulla quale si affaccia l'omonima chiesa. Costruita di recente, non distante dalla piazza è la chiesa di Santa Maria della Speranza che ospita la vita parrocchiale della comunità. È sede di una stazione ferroviaria (Stazione di Curinga). Poco distanti da Acconia si trovano le contrade di Ferriolo, Cerzeto, Torrevecchia, Prato Sant'Irene.
Le contrade di Trunchi, Ergadi, Calavrici si trovano sul confine sud del comune di Curinga.
Le contrade di Agrosini, San Salvatore (Cacci), Zecca, Centone, Jencarella, Bellifico si trovano in posizione collinare a monte di Curinga. Sono caratterizzate da piccoli e suggestivi nuclei abitativi che si affacciano sulla valle sottostante. Vantano una pregevole tradizione agricola ed eccellenti tipicità culinarie.

## Origini del nome
La dizione esatta e più diffusa di questo toponimo calabro è in realtà una questione controversa: questo termine è altresì utilizzato come cognome, molto diffuso nonché altamente tipico della sola provincia di Reggio Calabria, (comuni di Cittanova e Galatro), non tanto della provincia di Catanzaro o di Vibo Valentia, nel cosentino ad esempio è pressoché assente.
Il cognome dunque dà il nome al toponimo, ma la sua corretta dizione da cognome è Cùringa, quella cioè utilizzata dalla stragrande maggioranza della popolazione, in quanto il cognome al di fuori della provincia di Reggio e quindi della stessa regione Calabria, vede solo esigue presenze solamente in qualche regione dell'Italia centrale. Nell'italiano "standard", dove prevalgono sempre più le accentazioni in sillaba piana, una ristretta cerchia di parlanti lo accenta sempre secondo questa dizione, comportando inoltre l'approvazione da parte del dizionario sulla pronuncia e ortografia "DOP", edito dalla "RAI-ERI", che lo registra come Curìnga, come peraltro il Nuovissimo Melzi - parte scientifica. La pronuncia nel dialetto locale è Cúrnga, richiamando quindi la dizione da cognome.
Le origini e il significato sono tuttora fonte di discussione tra quanti hanno intrapreso una ricerca sull'etimologia del nome Curinga.
Se si considera il verbo greco χωρίζω (khorízo, "separare"), e il suffisso dorico γα (ga), contratto del nome femminile γη (gi) che significa terra, Curinga sarebbe "la terra lontana" in relazione a Laconia, Grecia o Bisanzio, terre madri.
Un'altra teoria vedrebbe il termine Curinga derivante dal termine Curinghe (Arengo in italiano) corrispettivo dialettale del termine germanico Hring, che nel Medioevo, indicava il luogo dove i cittadini insorti contro i feudatari si riunivano in cerchio per auto-organizzarsi.
Suggestiva è la somiglianza con il termine Kurgan (Cultura kurgan), anche se tale ipotesi appare priva di riferimenti storici e scientifici nonostante Giuseppe Maria Alfano faccia menzione di "antichi sepolcri che di tratto in tratto si trovano con dentro scheletri di alta statura, seppelliti all'uso generico con vasi di creta e monete".

## Storia
Curinga ha una storia plurimillenaria. L'intero territorio comunale è infatti ricchissimo di testimonianze storico-archeologiche.

### Età neolitica

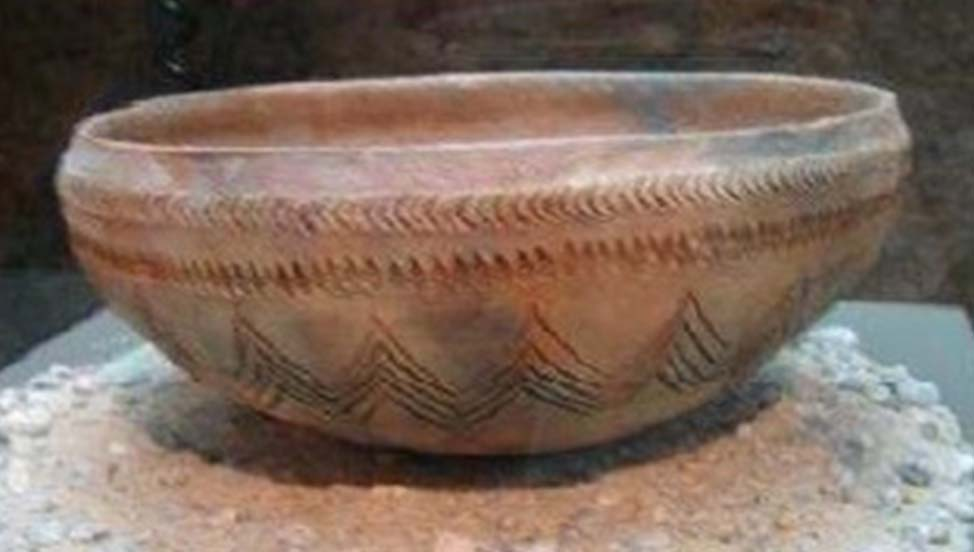
Ceramica stentinelliana di Curinga, ricostruita grazie al Laboratorio di Archeologia Sperimentale del prof. Rocco Purri.

Grazie alle ricognizioni condotte tra il 1974 ed il 1977 da Albert J. Ammerman vengono individuati sulla grande duna fossile (Rina) in località Prato S. Irene i resti di alcuni abitati del periodo neolitico (databile tra la fine del settimo e gli inizi del terzo millennio a. C.). Si tratta di circa 40 capanne a pianta rettangolare, dotate di focolari. Le abitazioni hanno pareti in incannucciata ricoperta d'argilla, con struttura lignea formata da paletti. Basamento di pietra, struttura portante in legno, pareti in graticcio intonacato. Il tetto, sorretto da un palo centrale o da pali perimetrali, era di paglia o di canne, rivestito di argilla. Nei pressi sono stati trovati materiali in ossidiana e ceramica. Nel 1992 l’area è stata oggetto di scavo da parte della Soprintendenza per i Beni Archeologici della Calabria e sulla duna venivano individuati i buchi dei pali di un insediamento di capanne preistoriche oltre che un focolare circolare, resti di intonaco di strutture abitative, di strumenti litici, per la quasi totalità in ossidiana proveniente da Lipari, ceramiche con decorazioni impresse, accette levigate e fusaiole. Riconducibile alla cultura di stentinello, individuata da Paolo Orsi nel 1890 e cronologicamente riferibile ad una fase evoluta del Neolitico antico, questa comunità era dedita allo sfruttamento delle risorse agricole e allo smistamento dell’ossidiana delle Isole Eolie verso le regioni adriatiche. Più di recente, un laboratorio di archeologia sperimentale, supportata da analisi archeometriche eseguite presso i laboratori dell’Università della Calabria, è stato sviluppato da Rocco Purri. Attraverso un approfondito studio dei materiali originali che caratterizzano la ceramica stentinelliana di Curinga sono state ripercorse tutte le fasi del processo di produzione: dall’approvvigionamento della materia prima, alla realizzazione delle forme, alla loro decorazione fino alla loro cottura. I reperti originali recuperati nella zona sono conservati presso il Museo Archeologico Lametino e il Museo Pigorini di Roma.

### Età classica

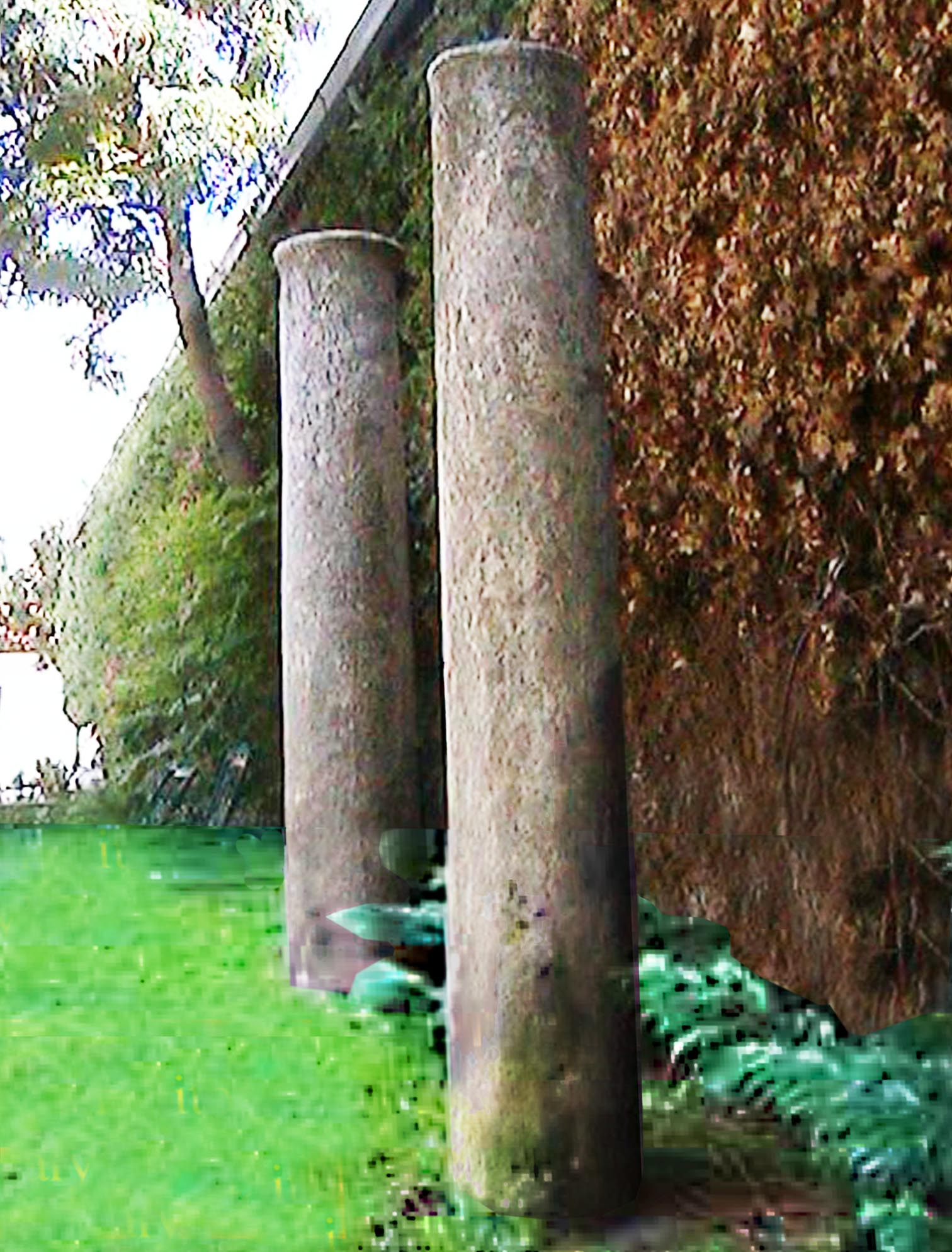
Curinga. Colonne del tempio di Castore e Polluce conservate nel giardino di Villa Cefaly ad Acconia

L'intero territorio curinghese fa parte del regno mitologico che Omero nell'Odissea descrisse come Terra dei "Feaci". Armin Wolf, docente di Storia medievale presso l'Università di Heidelberg e ricercatore presso il Max Planck Institute di Francoforte, sostiene che Ulisse, prima del suo imbarco per ritornare a Itaca, abbia attraversato via terra l'istmo calabrese di Sant'Eufemia (CZ) e ritiene che la terra dei Feaci sia da identificare con l'attuale territorio ricompreso tra il golfo di Sant'Eufemia e quello di Squillace.
(Odissea, VII, 81-132)

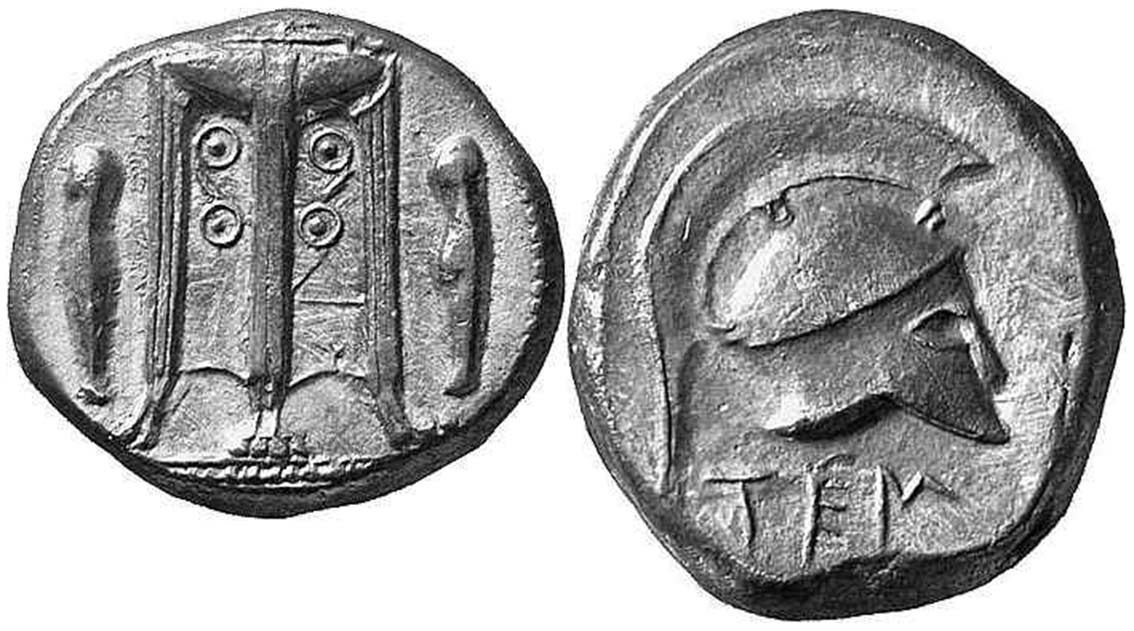
Statere arcaico facente parte del tesoretto di Curinga, Museo Nazionale della Magna Grecia di Reggio Calabria.

Proprio sull'estesa e sabbiosa spiaggia curinghese Ulisse approda e incontra Nausicaa. Questa lo condurrà a Scheria, da suo padre, il re Alcinoo che lo aiuterà in seguito a ritornare a Itaca.
Furono probabilmente questi racconti a spingere i primi coloni greci a stabilirsi nell'area. È ragionevole ritenere che nel periodo magno-greco il litorale curinghese fornì un comodo e utile approdo marittimo tra gli imbocchi e quindi le vie di comunicazione verso l'interno, dell'Amato e dell'Angitola a metà strada tra le città greche di Hipponion (Vibo Valentia) e Temesa (Nocera T.). ll tempio di Castore e Polluce (di cui si conservano, all'interno del giardino di villa Cefaly, due delle quattro colonne rinvenute), eretto dai navigatori achei che occuparono quest'area, e successivamente inglobato dai Romani nella costruzione delle Terme, fornisce un indizio sull'ubicazione della città greca perduta di Terina. Questa tesi tuttavia necessiterebbe di studi e campagne di scavo approfondite e al momento non ci sono certezze sull'entità dell'insediamento ellenico in zona, nonostante la chiara nomenclatura che individua nell'area luoghi come Lacconia (Laconia), Calavrici (Kalavryta), Malia (Amalias), ed ancora Argò, Argadi, Aglioca, Chinea, Moddoni, Palandara ecc. Proprio Lacconia viene decantata dai versi del poeta Bartolomeo Romeo che la descrive come: «città opulenta, pullulante di templi ricchi di marmi e di divinità, palazzi aristocratici, officine che da mane a sera ritmano la canzone del lavoro, studi profondi alternati a svaghi raffinati». Girolamo Marafioti nel 1601 scrive: «si ritrovano ancora in questo territorio le rocche del marmo».
In contrada Prato Sant'Irene e nelle adiacenze del torrente Tre Calrini è stata scoperta una necropoli con suppellettili tardo elleniche, vestigia di età classica si riscontrano anche nell'alveo del torrente Turrino. Nel 1916, durante operazioni di bonifica del torrente, venne ritrovato accidentalmente un tesoretto di circa 300 stateri greci arcaici (VI secolo a.C) in argento e in buono stato di conservazione, subito diviso tra gli operai e la gente del luogo. L'intervento di Paolo Orsi e della prefettura ne scongiurò la totale dispersione: 164 monete furono recuperate a Ravenna, 14 a Catanzaro, 11 a Pizzo, 4 a Curinga, mentre il contenitore ceramico e il resto del tesoretto non furono più ritrovati. Provenienti dalle zecche delle città di Taranto, Crotone, Metaponto, Sibari, Caulonia, sono attualmente conservate nel Museo Nazionale della Magna Grecia a Reggio Calabria.

### Periodo romano

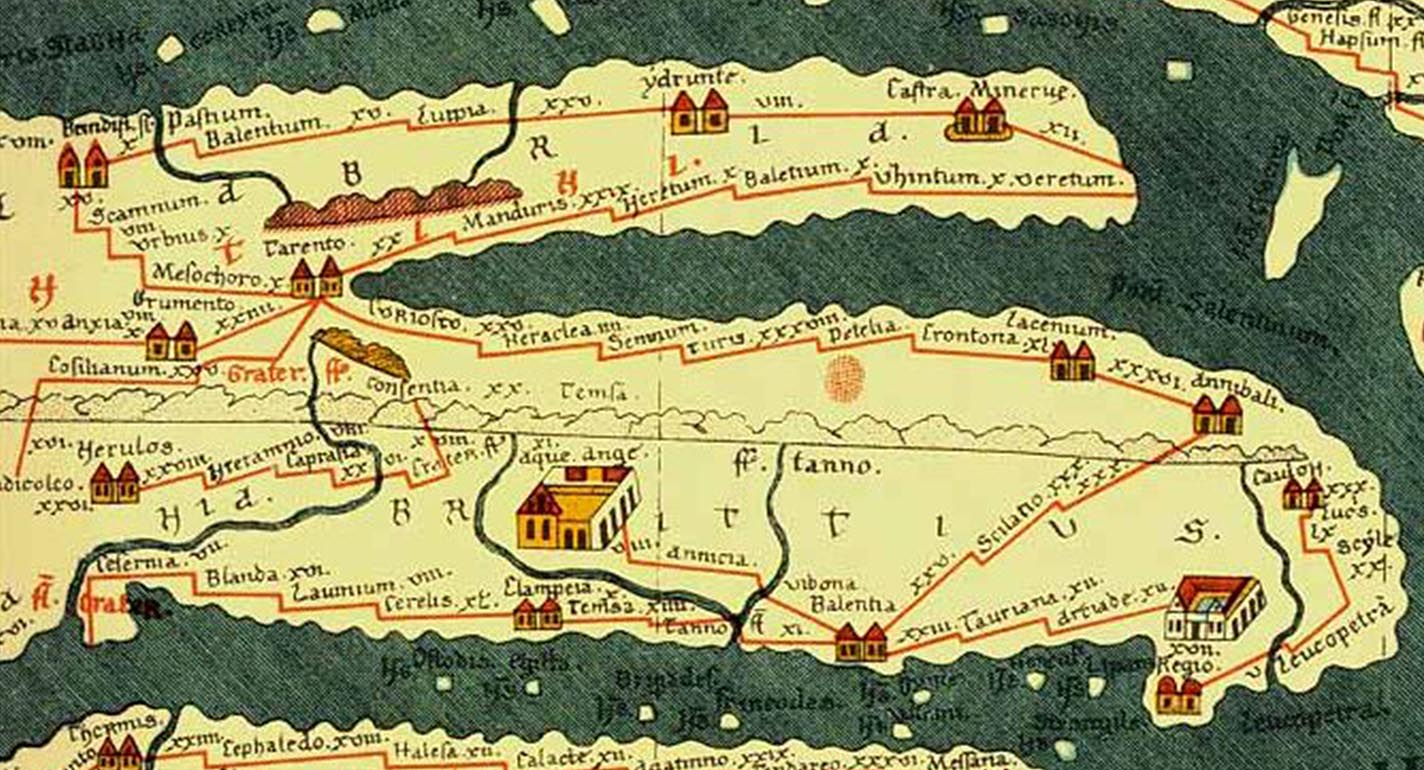
Frammento della Tavola Peutingeriana che mostra il complesso termale di Aque Ange situato presso Acconia di Curinga.

I romani, conquistata la Calabria, si insediarono a Curinga, nella zona di Lacconia su quelle antiche terre che erano state dei coloni greci. Lungo la via Popilia, che attraversa per intero il territorio comunale da nord a sud, vi fondarono la statio di Aque Ange (Anniae) descritta nella Tavola Peutingeriana.
In località Trivio (proprietà Greco) sono leggibili avanzi attribuibili alla Statio Ad Turres menzionata anch'essa negli itinerari romani. La stazione di posta romana si trovava probabilmente presso il Fondaco del Fico (attualmente in stato di rudere), e sopravvisse nelle sue funzioni fino alla meta dell'800. Di notevole importanza doveva essere l'area, dato che vi sorse una grande villa rustica con annesso un cospicuo complesso termale, unico in tutto il Sud Italia a poter essere osservato ancora oggi fin quasi all'altezza della copertura. La costruzione del complesso termale avviene tra il I ed il II secolo d.C.; esso è composto da un atrio-ginnasio, dal frigidarium, da un piccolo tepidarium-spogliatoio, da due grandi calidaria, da un laconicum e da alcuni ambienti di servizio con un sistema di copertura a volta a crociera centrale collegata a due brevi volte a botte impostate su pilastri quadrangolari, mentre un complesso sistema di canali ne permetteva la circolazione dell’acqua. Il rinvenimento di una moneta bronzea dioclezianea ne colloca il pieno funzionamento intorno III-IV secolo d.C., in età imperiale. ll momento della disattivazione del complesso termale avviene tra la metà del IV e gli inizi del V secolo, quando venne trasformato in chiesa gotica. Le Terme Romane sono presenti nell'elenco dei monumenti nazionali italiani e attualmente sono interessate da una nuova campagna di scavi archeologici.

### Periodo bizantino

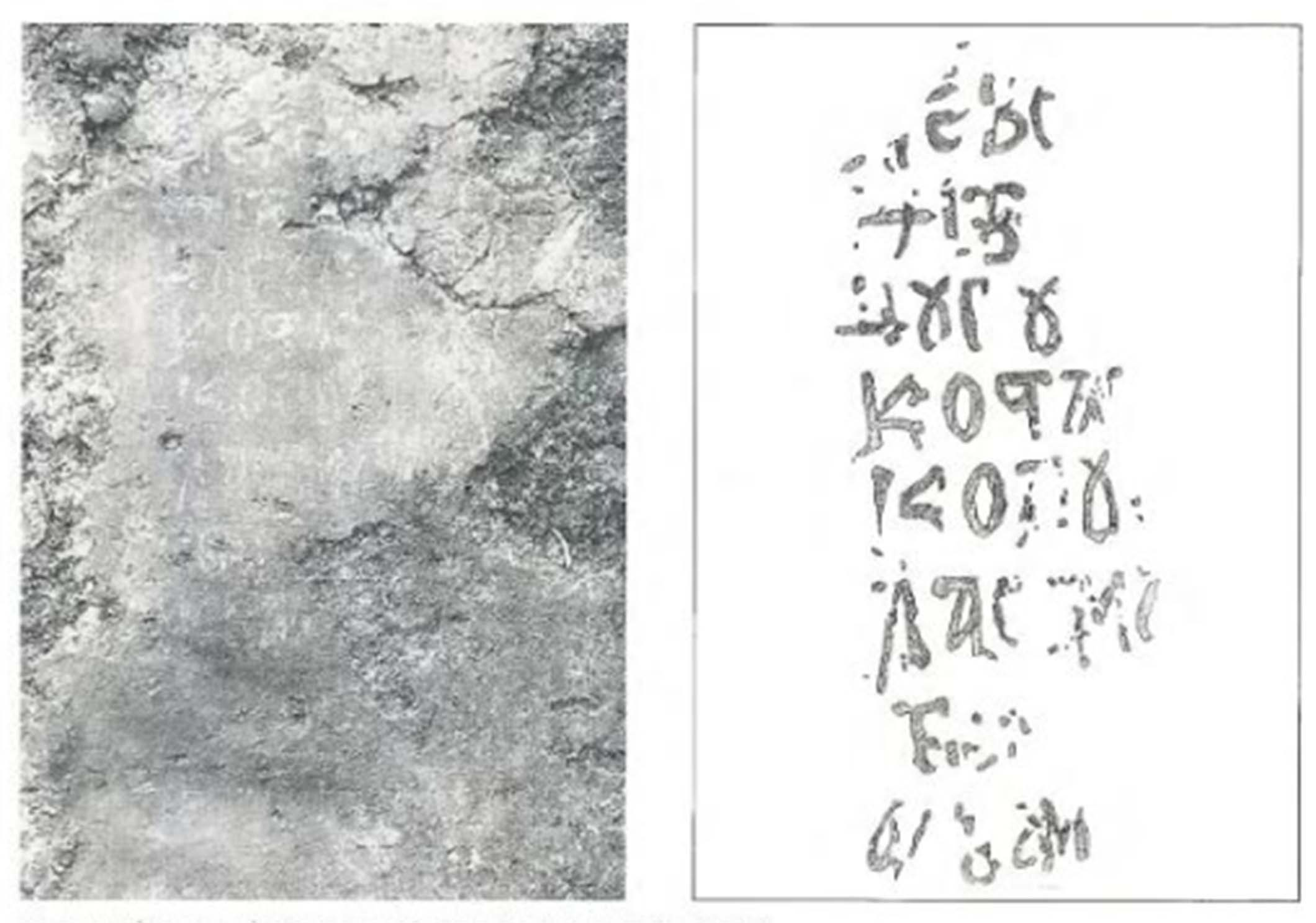
Iscrizione greco-bizantina presso il monastero di Sant'Elia Vecchio di Curinga

Con la caduta dell'Impero Romano, occupata dai Longobardi, distrutta dalle guerre gotiche e devastata da eventi naturali, Lacconia conobbe un forte declino, rimanendo spopolata. La migrazione interna verso aree più salubri e sicure determinava sulle colline la nascita di Curinga (il primo nucleo è a Calicinò, attuale rione Ospizio). La piana iniziò a riattivarsi tra la fine del IX e il X secolo, con l'insediamento di coloni greci, veterani armeni e traci ai quali si aggiungevano fuggiaschi dalla Sicilia e da Reggio, flagellata dalle incursioni saracene. In questo periodo sono ambientate le vicende di Bernardino De Rubeis che, a quanto scrive Bartolomeo Romeo, riuscì a riunire un buon gruppo di uomini armati e a respingere da Lacconia una scorreria saracena. Nella piana dell’ultimo periodo bizantino sono il monastero di San Nicola di Calabrice e Santa Maria di Canna, il cenobio di Sant'Andrea a Curinga, mentre a monte veniva edificato da monaci basiliani il cenobio di Sant'Elia, beneficato e protetto dal basileus di Costantinopoli.

### Periodo normanno

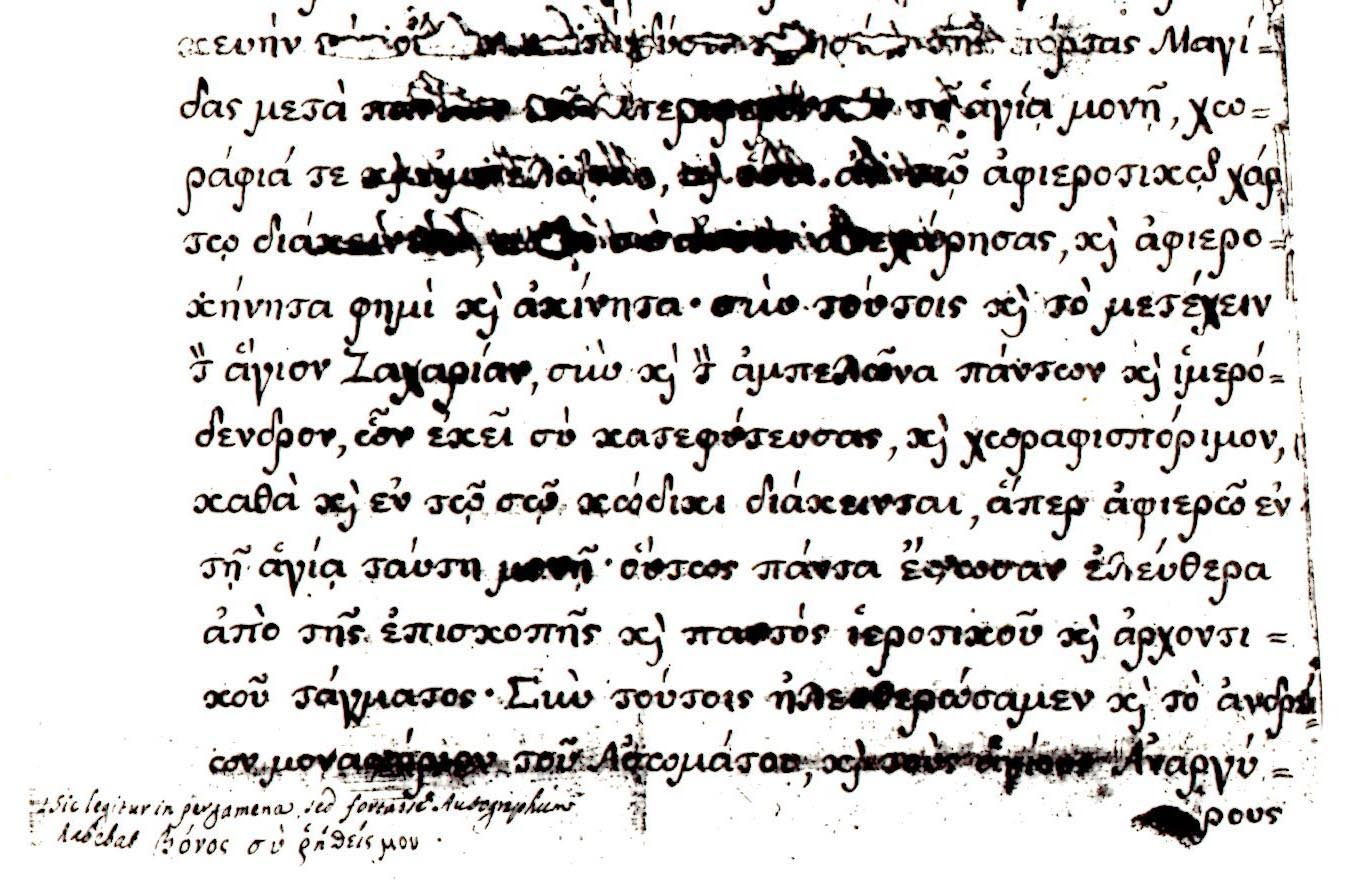
Frammento della trascrizione fatta da Francesco Mauro da Lacconia, del diploma con cui il Conte Ruggero concede nel 1098 i benefici ai basiliani, Biblioteca Universale di Halle.

Nel 1057 Roberto il Guiscardo con i suoi uomini muove da nord verso Reggio. Arrivato presso il fiume Mucato (Turrina) nei pressi di Lacconia, si accampa per due giorni per consentire ai soldati di riposare. Ne approfitta per esplorare il territorio, contattare la popolazione e tentare accordi con i notabili di Neokastron e Maghida. I due borghi vengono assoggettati così come il resto della Calabria bizantina. Roberto diviene Duca dei territori conquistati, ma è costretto a cedere metà della Calabria al fratello Ruggero. La linea di confine sul Tirreno viene fissata seguendo il corso del torrente Mucato. A Ruggero spetta il sud mentre Roberto andrà a nord. Il territorio di Curinga e Lacconia in particolare sono in questo periodo confine amministrativo tra i due territori normanni. Nel 1062 il Duca Roberto fa pressione su Antrasillo, signore di Maida, affinché questi ceda il cenobio di Sant'Elia con le dipendenze e i villani all'abate di S.Eufemia. Nel 1098 il Conte Ruggero, in marcia verso Salerno, presso Lacconia firma un diploma che concede beni e diritti ai basiliani della zona. Sotto il dominio normanno si intensificò l'attività agraria nella piana: cereali, canna da zucchero, oliveti, vigne ed orti. Iniziano a comparire anche le prime colture di gelsi con conseguente produzione tessile. I terreni sono affidati oltre che ai conventi, alla famiglia normanna (o nordica) dei Bono, che vantava proprietà tra Lacconia e L'Amato. L'imperatore Federico II, abilissimo falconiere amante della caccia, dichiarò foresta regia (Ascrea) i boschi che allora si estendevano alle spalle di Lacconia fin oltre L'Amato, mentre in un privilegio rilasciato nel 1225 ai Cistercensi di Corazzo si parla della florida tonnara presente tra Rocca Angitola e Lacconia. La regina Costanza cedette il feudo a Giacomo figlio di Ruggero di Sanseverino, che nel 1354 concesse all'ordine dei Celestini il prelievo di ventiquattro barili di tonno all'anno, privilegio confermato da re Ladislao nel 1404 e da Federico d'Aragona nel 1488. La tonnara rimase attiva fino alla fine XVIII secolo.

### Periodo angioino-aragonese

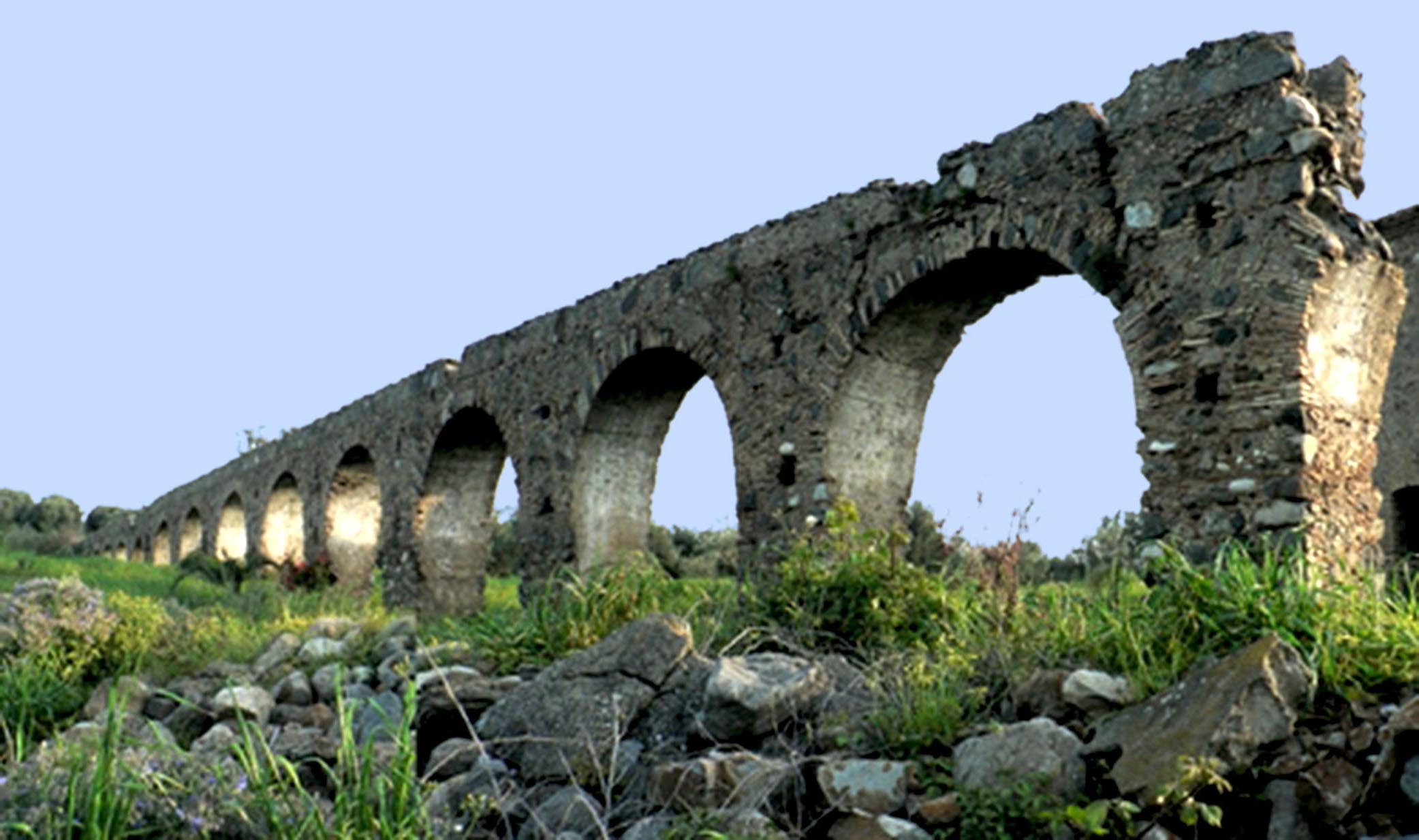
Curinga. Acquedotto medievale utilizzato per convogliare acqua nei trappeti dove si lavorava la canna da zucchero.

Con la caduta di re Manfredi, gli Angioni si insediarono nel territorio. Nel 1269 Lacconia venne concessa a Giordano Sanfelice mentre il cenobio di San Nicola in Calavrici divenne base operativa e osservatorio di Gillotto Santoliceto nel suo tentativo di impadronirsi di Rocca Nicefora (Rocca Angitola), tentativo riuscito nel 1278. Ai Santoliceto, uomini di fiducia di Carlo I, verranno riconosciuti i diritti su Lacconia, Curinga e Calavrici, oltre che su Maida ed il resto del feudo. Furono anni bui per la popolazione del luogo, costretta a subire prepotenze e angherie di ogni genere da parte dei nuovi signori. Durante il dominio angioino, i monasteri, che tanto si erano adoperati per il rifiorire della piana, versano in uno stato di abbandono. La popolazione insorge nel 1283 (Guerra del Vespro), aggravando ulteriormente la situazione economica, politica, sociale e religiosa già al collasso a causa del fiscalismo degli Angioini, delle incursioni saracene e dalle truppe assoldate dalle parti in lizza. Il monastero di San Nicola viene devastato e, abbandonato dai monaci, non verrà più riedificato. Nel 1331, morta l'ultima dei Santoliceto, la civitas di Lacconia con sede protopapale e il casale di Curinga passano prima a Goffredo Marzano e nel 1409 alla potente famiglia Caracciolo.
Nel 1459 le truppe di Ferdinando I scacciano gli Angioini dal feudo, requisendo tutte le proprietà dei Caracciolo. Passate al figlio Federico, questi concede numerosi benefici e franchigie e gli abitanti del luogo, diversamente dal resto della Calabria, godono di diritti e grazie. Vengono promossi lavori di bonifica e incrementate le colture di gelso con la costruzione di grandi trappeti per la lavorazione dello zucchero. Curinga è sede di abili artigiani del vetro: «in un luogo vicino, Coriga, si solevano in questi anni passati fare bellissimi vasi di vetro». Nel 1496, per far fronte all'imminente guerra, Federico dovette cedere il feudo a Marcantonio Caracciolo. Curinga e Lacconia ritornano sotto il dominio baronale.

### Dal 1500 al 1800

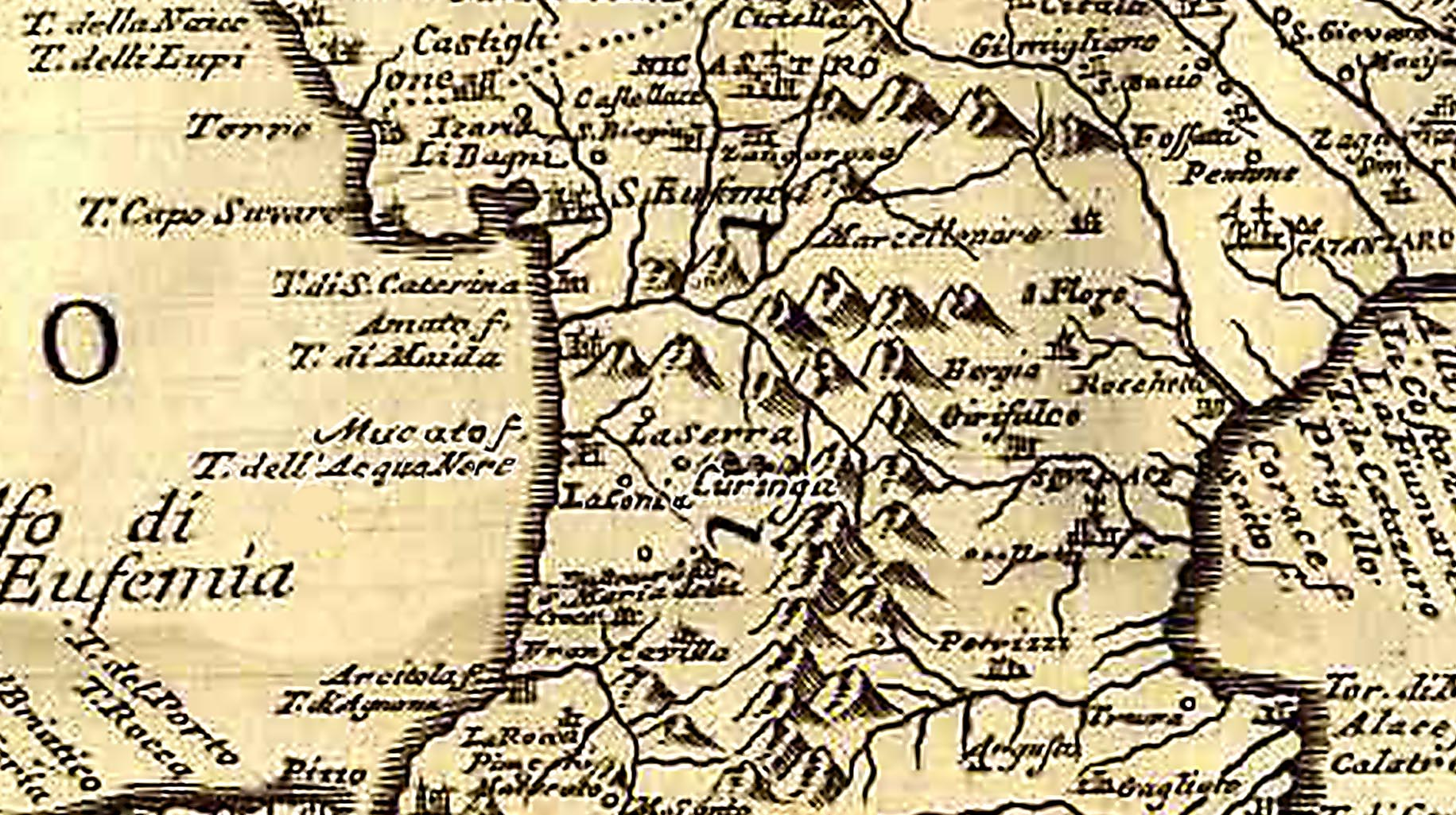
Mappa Calabria Ultra del 1712. Riporta la Torre di Mezza Praia di Curinga col toponimo di Acque Nere in relazione alle paludi che la circondavano.

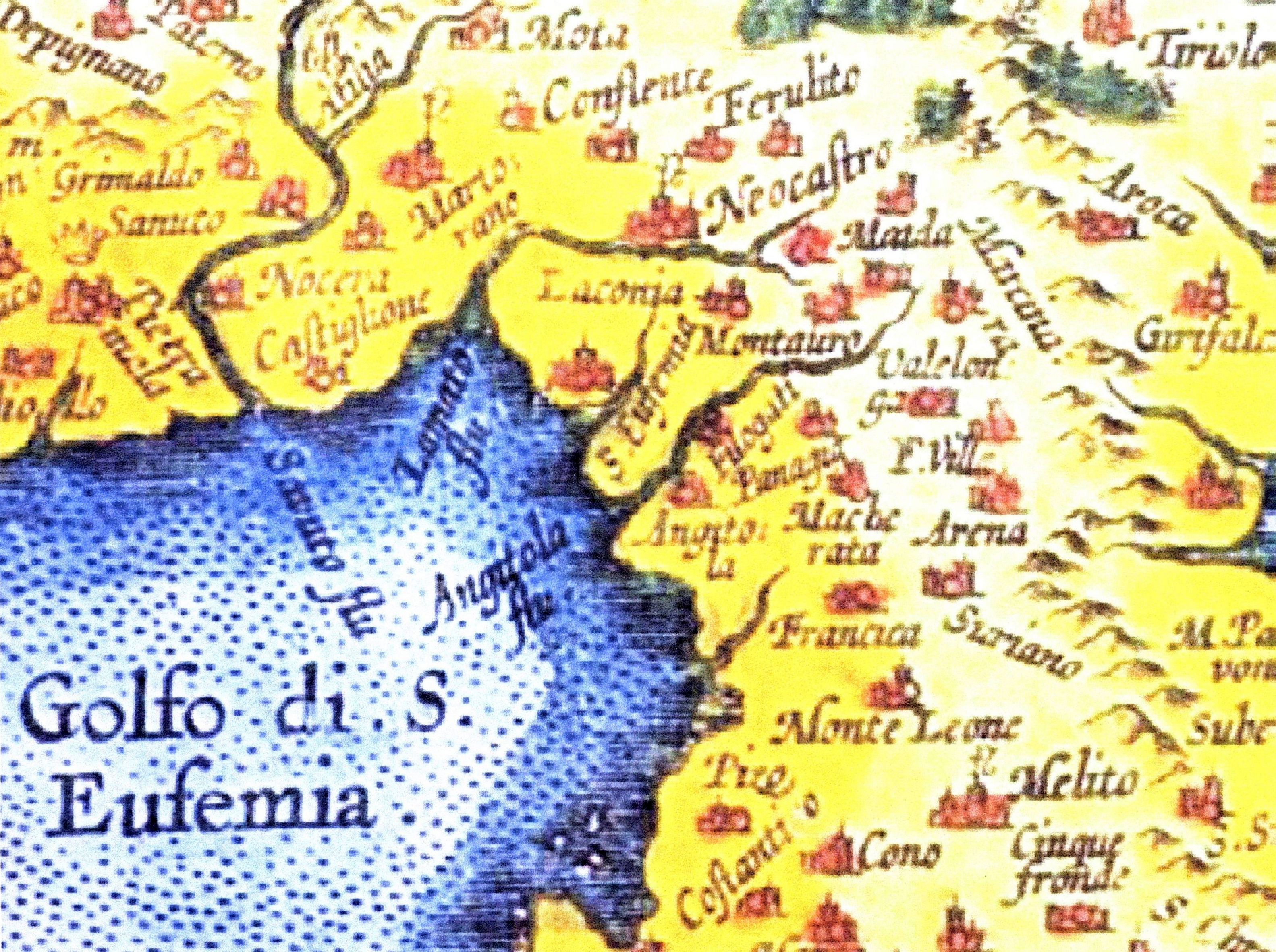
Carta del 1589 della piana di Sant'Eufemia e del golfo omonimo. Particolare di Laconia tra la foce del fiume Amato e quella dell'Angitola.

Curinga e Lacconia vengono unificati nella Contea di Nicastro vedendo un graduale impoverimento economico. Le frequenti inondazioni a cui è soggetta Lacconia, ne acuiscono la crisi, rendendo la piana inospitale a causa della malaria che imperversa. A questa si aggiunge una nuova ondata di scorrerie saracene. Nel 1572 Lacconia subisce un'incursione turca durante la quale alcuni abitanti vengono rapiti e ridotti in schiavitù. Per contrastare il fenomeno vengono erette e rafforzate le torri di avvistamento su tutta la costa e tra queste, la Torre di Mezzapraja già presente in epoca angioina e la torre e il castrum di Lacconia di epoca normanna-sveva. Anche Curinga ha il suo castello, adattato, in seguito, in palazzo-residenza dai Loffredo. Nel 1605, Marcantonio Loffredo subentra ai Caracciolo e il feudo diviene Principato. La condizione sociale tuttavia non cambia e gli ultimi abitanti di Lacconia, ridotta ormai una palude, e completamente rasa al suolo dal terremoto del 1638, migrano verso le colline. Il terremoto del 1659 e quello del 1783, in seguito, danneggeranno fortemente anche Curinga, divenuta nel frattempo università superando Maida per numero di abitanti (2500 c.a.). L'ultimo atto di cessione delle terre di Lacconia e Curinga è del 1670: il nuovo signore è Fabrizio Ruffo di Bagnara, prozio del più famoso cardinale Ruffo che nel 1799, in marcia verso Napoli per la riconquista del Regno, trova ospitalità a Lacconia e Curinga. I suoi 4000 uomini, per la maggior parte galeotti, si lasciarono andare a violenze gratuite e abusi. Ai Ruffo è dovuta la costruzione del Palatium di Mezzapraja e sempre alla famiglia Ruffo saranno legate le sorti di Curinga e Lacconia fino alla fine del feudalesimo.

### Ottocento e Novecento

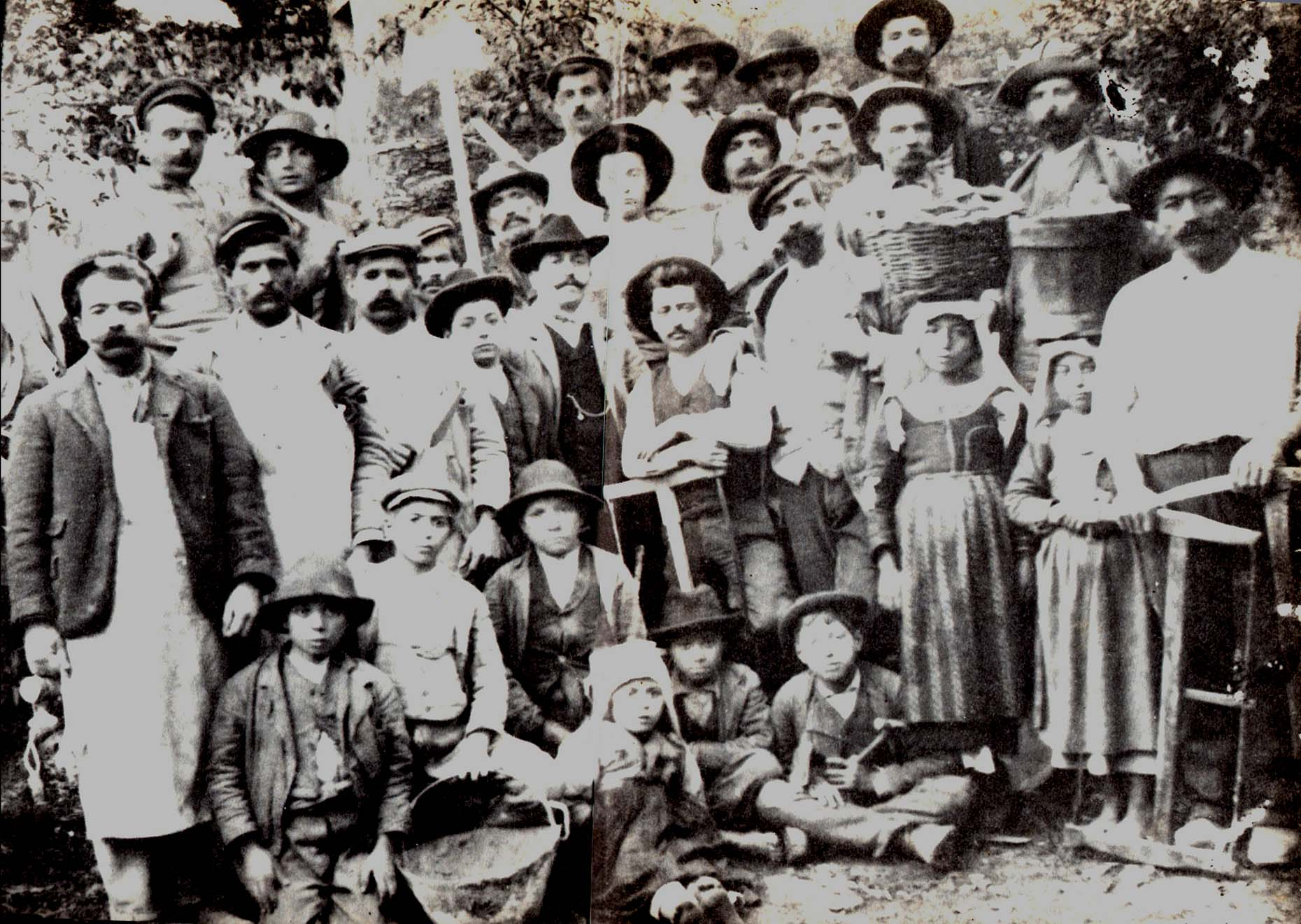
Muratori, falegnami e operai. Curinga, 1900.

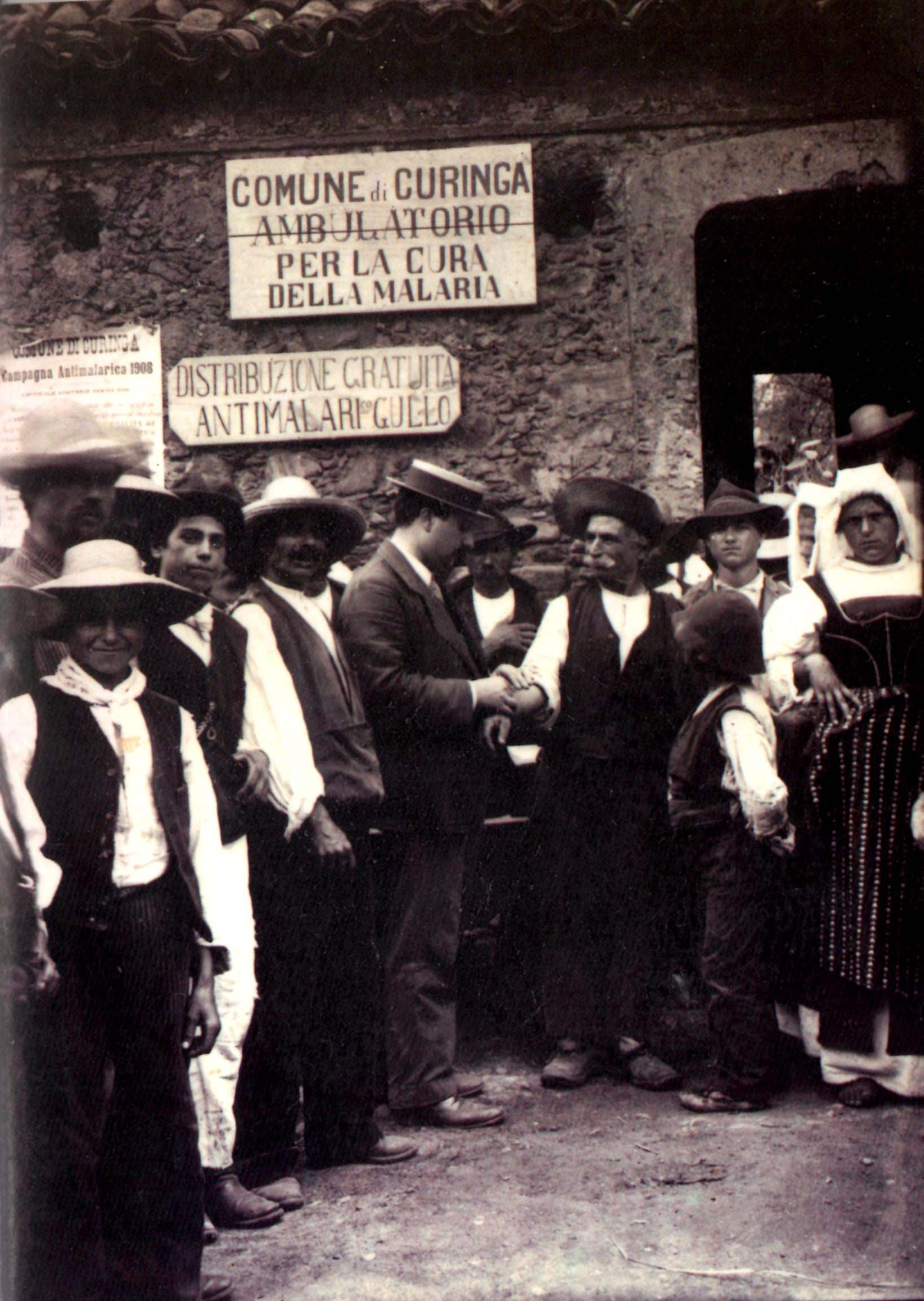
Distribuzione alla popolazione dell'antimalarico Gullo. Curinga, 1908.

Caduta la Repubblica Napoletana, il principe ereditiero borbonico transita nel 1806 per il Fondaco del Fico per raggiungere la Sicilia. Viene inseguito dal generale Reynier che fissa in Maida il quartier generale dei francesi proprio mentre un'armata inglese approda nel tratto di costa tra l'Angitola e l'Amato dando così inizio alla battaglia di Maida, che vedrà gli inglesi vincitori, sostenere l'insurrezione calabrese. Il brigante Papasodero, da una Curinga occupata, con centinaia di uomini armati e insieme al borbonico Cancellieri tentò più volte di espugnare Maida, dove si erano rifugiati i benestanti della zona. I tentativi furono tutti respinti e l'ordine ristabilito. La riorganizzazione napoleonica portò alla soppressione del sistema feudale. Nel 1783 la baronia di Lacconia, oramai divenuta Acconia o Acquania, scomparve del tutto e il suo territorio venne assegnato definitivamente alla municipalità di Curinga.
Tuttavia le condizioni della popolazione rimangono tragiche, povertà e miseria sono ovunque e molte volte sfociano in atti di violenza. Nel 1848 le truppe borboniche si scontrano con i Nazionali e gli insorti calabresi presso Curinga nella battaglia delle Grazie. I molti curinghesi guidati da Francescantonio Bevilacqua insieme ad altri accorsi dai paesi vicini inflissero pesanti perdite e costrinsero i Regi guidati da Nunziante a una disastrosa ritirata.
Il 27 e il 28 agosto 1860 Garibaldi è a Curinga acclamato da una folla piena di speranza. Incontra e dà ordini al generale Stocco presso il Palazzo dei Bevilacqua. Cinquantacinque curinghesi e molti altri accorsi dai paesi limitrofi lo seguiranno dando vita alla seconda battaglia delle Grazie.
Svanita l'illusione unitaria, intuito il tradimento del nuovo re sabaudo e con il perdurare della situazione di miseria, Il 6 maggio 1870, Curinga insorge: un raggruppamento di duecento uomini mossi dagli ideali anarchici di Bakunin proclama il governo provvisorio repubblicano di Curinga. Avanzano verso Maida seguendo le piste di montagna cambiando però direzione per unirsi agli altri 100 insorti provenienti da Cortale e diretti a Filadelfia, dove si concentra il raggruppamento sotto la guida di Ricciotti Garibaldi. La notizia dell'insurrezione si diffuse e altri accorsero dalle campagne e dai paesi limitrofi armati alla men peggio. Il 7 maggio 1870 viene proclamata la Repubblica Universale di Filadelfia. Segnalata la comparsa dei moti insurrezionali la Prefettura di Catanzaro invia 122 uomini di gran lunga meglio organizzati e armati degli insorti. Questi ultimi, asserragliati nella parte più alta del paese, sperano nella sollevazione popolare, che tuttavia non avviene con vigore. Gli abitanti, già in condizione di miseria e impauriti per un ulteriore aggravamento della loro già misera condizione sociale, non supportano la rivolta che termina il 9 maggio con la cattura degli ultimi insorti. Ci saranno due morti tra la popolazione e uno tra i soldati.
Alto fu il tributo di sangue versato dai curinghesi durante le due guerre mondiali.
Il Novecento vedrà moltissimi curinghesi cercare fortuna prima oltreoceano e in seguito nel nord Italia.
Gli anni Cinquanta videro nel paese un'ulteriore diffusione delle idee socialiste. Non mancarono episodi di occupazione delle terre da parte di contadini.

### Simboli
Lo stemma è costituito da uno scudo di rosso, al braccio destro di carnagione, vestito di azzurro, movente dal fianco destro, impugnante tre spighe di grano d'argento, stelate d'oro,  sormontato nel cantone destro del capo da una rotella d'argento, caricata di una stella di cinque punte del campo.
Il gonfalone è un drappo partito di giallo e di rosso.

## Monumenti e luoghi d'interesse

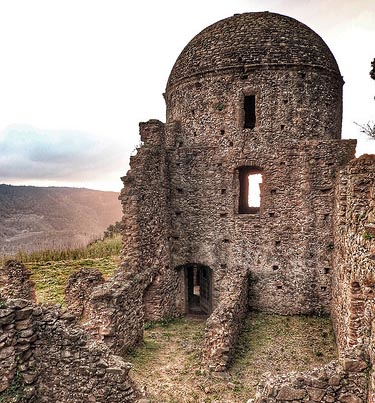
Monastero / Eremo Sant'Elia Vecchio di Curinga

### Architetture religiose

#### Curinga centro
- Chiesa di Sant'Andrea Apostolo (Chiesa Matrice/Duomo);
- Santuario di Maria Santissima del Carmelo;
- Chiesa dell'Immacolata;
- Chiesa di San Giuseppe;
- Chiesa di Maria Santissima del Soccorso;
- Chiesa dell'Addolorata;
- Chiesa della Madonna delle Grazie;

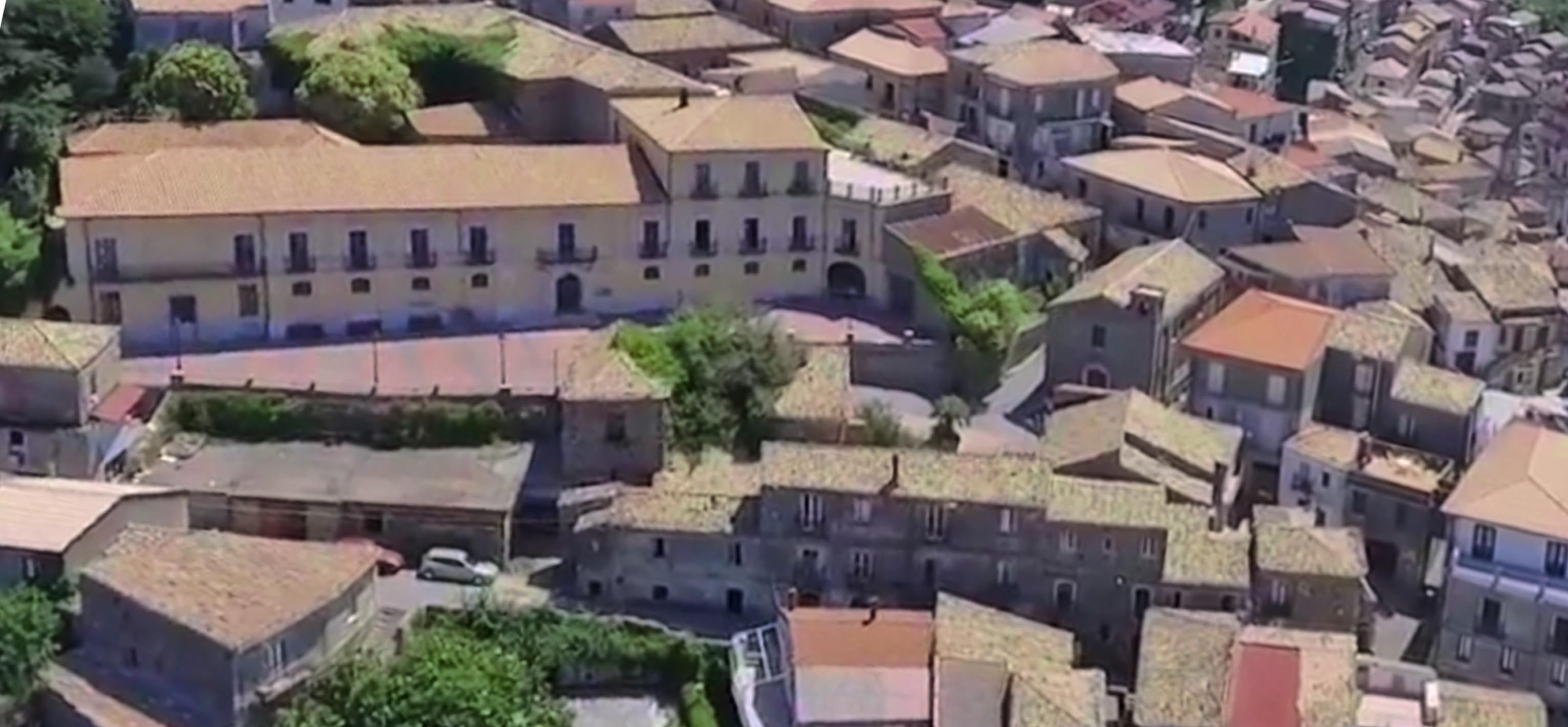
Palazzo Bevilacqua, rione e chiesa di San Giuseppe. Centro storico di Curinga.

#### Acconia di Curinga
- Chiesa di San Giovanni Battista;
- Chiesa dell'Annunciazione;
- Chiesa di Santa Maria della Speranza;
- Chiesa "borbonica" di San Giovanni;

#### Altri nuclei abitati

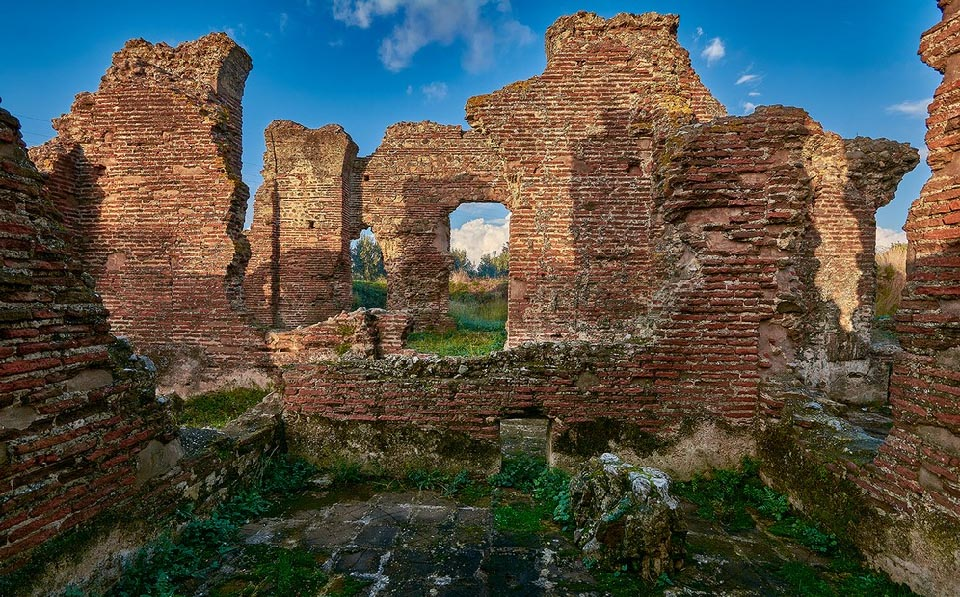
Terme Romane di Curinga. C/da Cerzeto, Curinga

- Chiesa di San SalvatoreTerme Romane di Curinga. C/da Cerzeto, Curinga

### Siti archeologici
- Monastero di Sant'Elia Vecchio, eremo basiliano. Nelle vicinanze esiste un platano orientale che, secondo gli esperti che lo hanno studiato, avrebbe più di mille anni
- Le Terme Romane di Curinga, che si trovano in c.da Cerzeto, nei pressi di Acconia di Curinga
- Duna fossile di Piana di Curinga (Località Prato S. Irene - Rina), importante testimonianza del neolitico.

### Palazzi

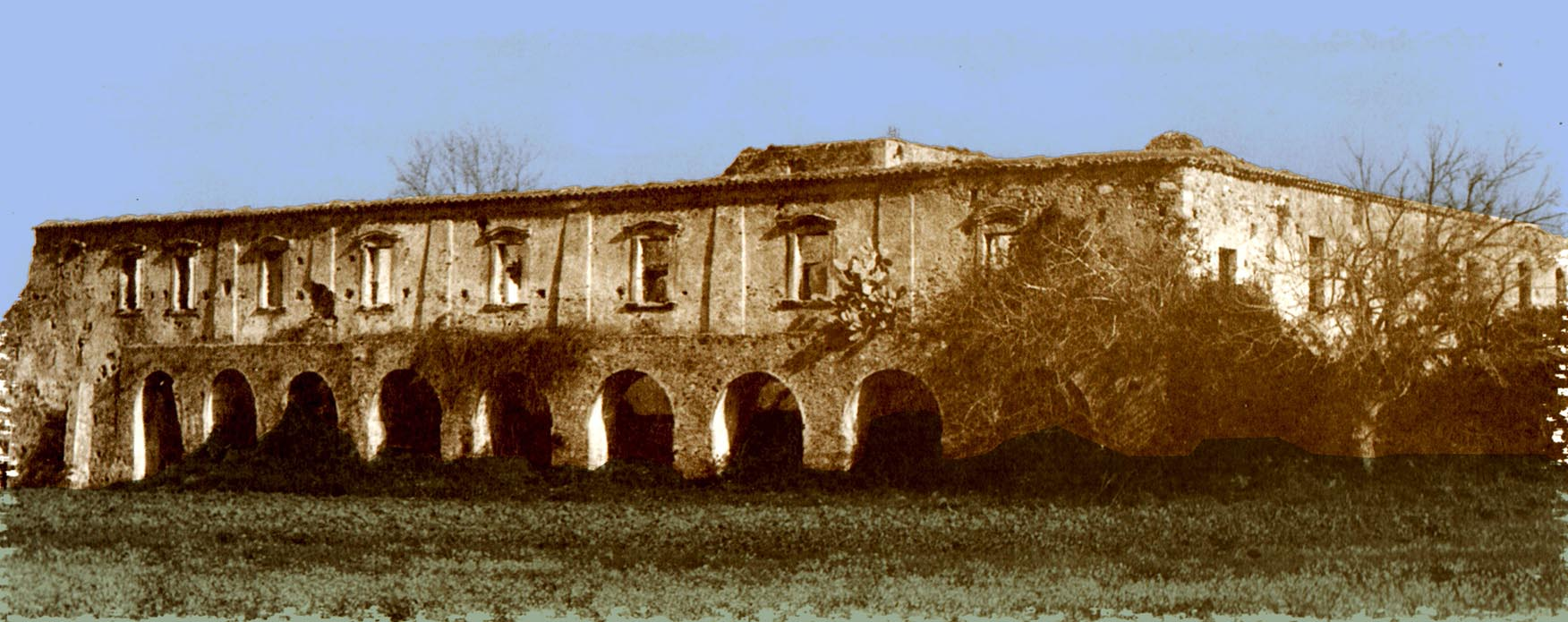
Palazzo Ducale e Torre Normanna di Lacconia. Loc. Verdello, Curinga.

Nel centro storico di Curinga vi sono diversi palazzi storici:
- Palazzo Bevilacqua, ora di proprietà del comune
- Palazzo Perugini (principi Loffredo)[24]
- Palazzo Serrao
- Palazzo Ciliberti, vecchia sede del municipio, situato in piazza San Francesco,[25]
- Palazzo Senese dei Soriani, appartenente ai duchi di San Demetrio
- Palazzo Senese, ora di proprietà del comune. Di costruzione quattrocentesca, è uno degli edifici di maggior valore storico del paese.
- Villa Maggiore Perugino

Acconia:
- Villa Cefaly - Pandolphi
- Palazzo Ducale

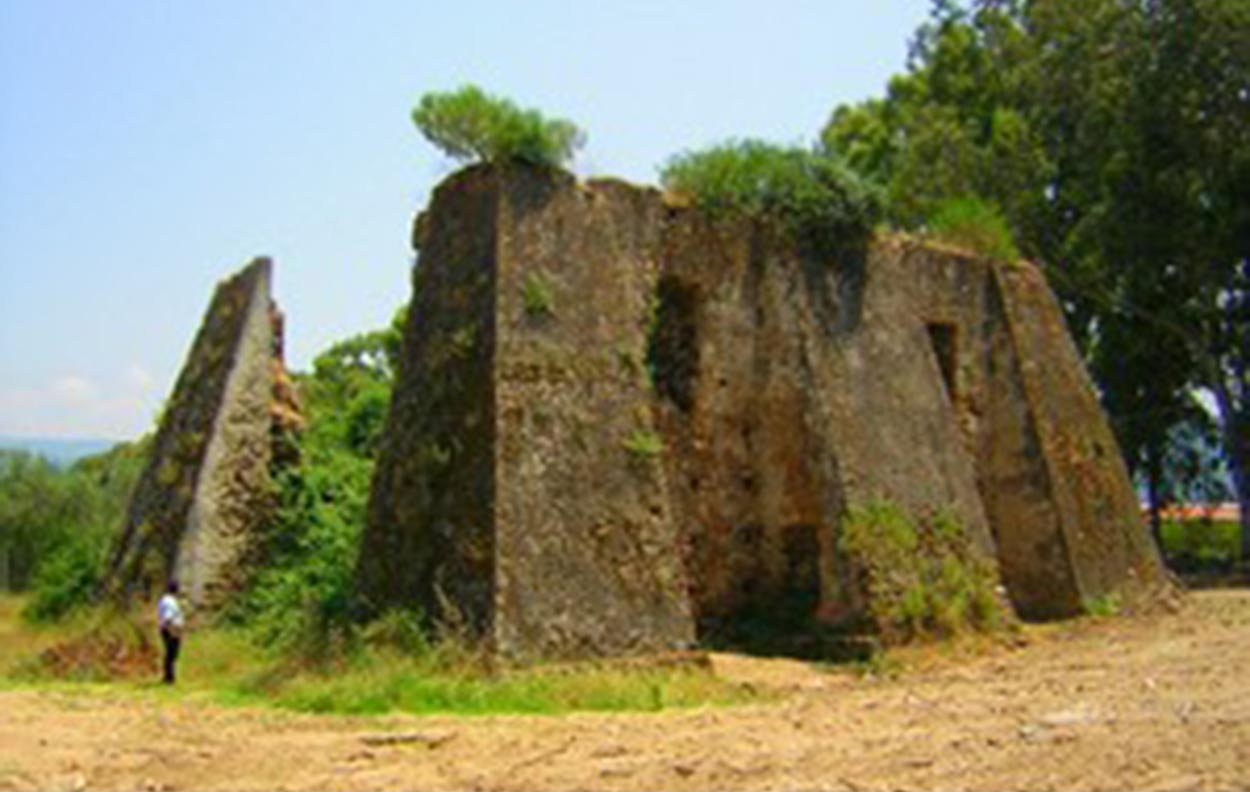
Forte Mezza Praja (Palazzo Principi Ruffo). Loc. Mezza Praja, Curinga.

Di notevole bellezza sono pure le numerose case coloniche, ville/casini di campagna sparse su tutto il territorio comunale. Alcune, recentemente ristrutturate, sono oggi sede di pregevoli agriturismi e ristoranti. Presenti in Curinga vi sono anche vari appezzamenti di terreno una volta suffeudi del feudo di Curinga tra cui località Ciceri appartenente alla famiglia Senese,località Trunchi appartenente alla famiglia Bardari ed altri.

### Architetture militari

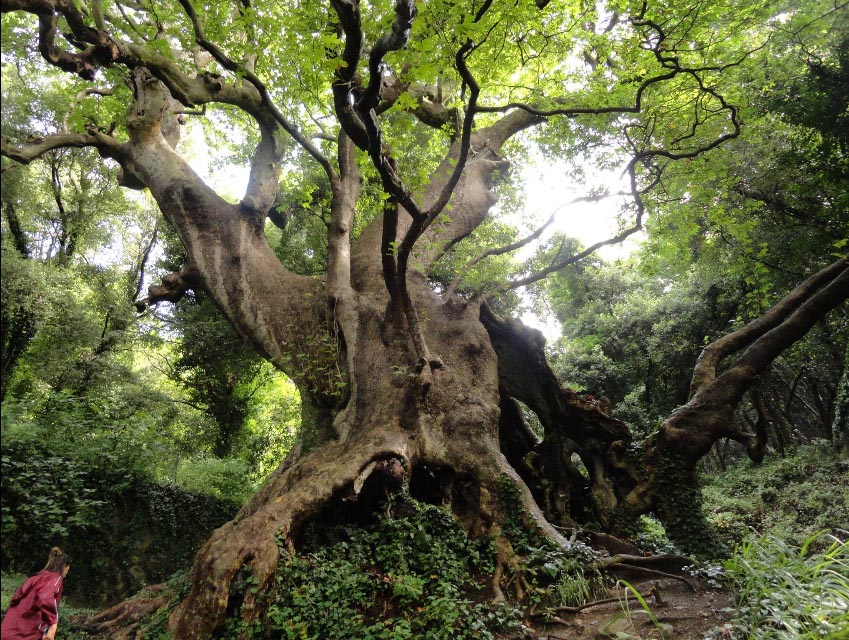
Platano orientale monumentale millenario. Loc. Vrisi, Curinga

- Torre Angioina di avvistamento
- Palazzo - Fortezza principi Ruffo
- Torre Normanno - Sveva
- Fortino Seconda Guerra Mondiale

### Siti naturalistici
- Platano di Vrisi, platano orientale millenario monumentale con circonferenza di circa 17 metri, situato in località Corda nei pressi del monastero di S.Elia Vecchio[26]
- Pioppo nero, albero secolare con circonferenza di circa 10 metri, situato nei pressi della chiesa della Madonna del Soccorso (purtroppo seccato e raso al suolo)
- Area S.I.C. "Dune dell'Angitola"
- Area S.I.C. "Palude di Imbutillo"

### Edicole e monumenti
- Edicola del Soccorso
- Edicola di Gornelli
- Monumento ai Caduti Prima Guerra Mondiale
- Monumento ai Caduti Prima Battaglia delle Grazie
- Monumento all'Emigrante

## Società

### Evoluzione demografica
Abitanti censiti

### Etnie e minoranze straniere
Secondo i dati ISTAT gli stranieri residenti a Curinga al 1º gennaio 2016 sono 392 e rappresentano il 5,8% della popolazione residente. Le nazionalità maggiormente rappresentate in base alla loro percentuale sul totale della popolazione straniera residente sono:
- Bulgaria, 181 - 46,17%
- Romania, 100 - 25,51%
- Marocco, 42 - 10,71%
- India, 17 - 4,34%
- Ucraina, 8 - 2,04%

Il comune di Curinga aderisce dal 2017 al progetto SPRAR per richiedenti asilo.

### Lingue e dialetti
lu dialettu, lu cchjiù anticu,
esta pe cchistu chi bbi chjiamu
mu sentiti chi bbi dicu.
Li vocabuli perduti
vúågghju cca mu vi mparati,
ca pua doppu a li niputi
puru vui nci li cuntati.
no ncesta cchjù lu salinaru
no ncesta cchjù lu putihinu
lu chjiamamu tabbaccaru
il dialetto, quello più antico,
è per questo ora vi chiamo
per sentir quel che vi dico.
I vocaboli perduti
voglio ora che voi impariate,
in futuro così ai nipoti
anche voi glieli insegnate.
Non c'è più il "salinaru"
Non c'è più il "putifhinu",
lo chiamiamo tabaccaio
(Domenico Vono, "Vocaboli Perduti")
Il dialetto curinghese è una variante del dialetto catanzarese ed è appartenente al gruppo dei dialetti meridionali estremi (detti anche di tipo siciliano). Fa parte, inoltre, di quei comuni dell'Arberia in cui si parlava la lingua arbëreshe, oggi del tutto scomparsa a Curinga.

### Tradizioni e folclore

#### Costumi

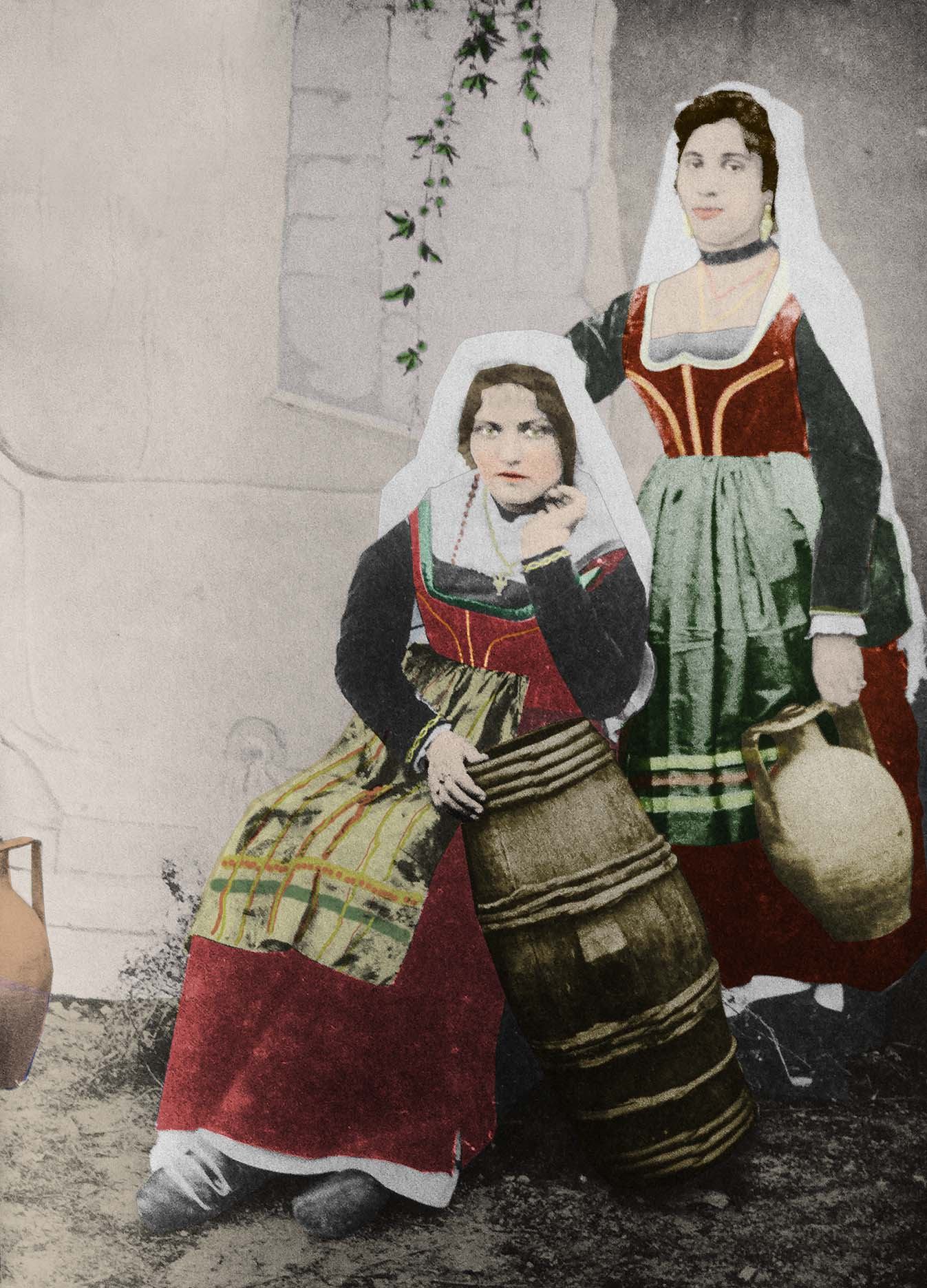
Donne di Curinga con costume tipico della festa, 1908.

Il costume tipico veniva indossato dalle donne curinghesi per la prima volta intorno ai 15 anni e segnava il passaggio dall'adolescenza alla giovinezza. "Pacchiana" è Il termine con il quale si definisce la donna che lo indossava, principalmente nei giorni di festa. Si distingueva a seconda che la donna fosse sposata, vedova o nubile.
L'abito è formato principalmente da una sottoveste bianca molto lunga detta "Cammisa" mentre un corpetto a doppio petto di velluto o raso nero o rosso senza maniche detto "Bustu" era ricamato a mano in seta, oro o argento e rigido a tal punto da tenere ben sollevato il seno femminile. Dalla scollatura del corpetto fuoriusciva la "Cammisola" una camicetta bianca a maniche corte e larghe ricamata con fini lavori di alto artigianato locale. La gonna, di lana, flanella o cotone, era rossa per le donne sposate, nera per le vedove e veniva detta "Pannu" mentre la sopravveste, rimboccata e annodata dietro la schiena, a formare una lunga coda veniva chiamata "Gunnedda". Completava il costume la "Fodalicchia", un pezzo di stoffa, di solito seta nera, che copriva il davanti e veniva annodata dietro la schiena da due lunghi lacci. Altri elementi erano il "Pettine" avente lo scopo di coprire il seno e il "Vancalieddu" lungo copricapo di colore nero o bianco, che si snodava lungo le spalle dopo aver formato sulla testa stessa una specie di corona che serviva per agevolare il trasporto dei contenitori per l'acqua o i cesti con i "panni" da lavare.
L'usanza dell'utilizzo del costume tipico venne mantenuta nel dopoguerra solo dalle donne anziane scomparendo del tutto negli anni '70.

## Cultura

### Musica
A Curinga le prime forme musicali sono legate soprattutto ad attività agricolo - pastorali esplicate attraverso l'utilizzo di semplici strumenti quali "vrogne" e "ciaramedde". Agli inizi dell'Ottocento zampogne e pipite che inizialmente accompagnavano le processioni, vengono sostituite da organetti e chitarre, mentre l'utilizzo della "ribecchina", una sorta di lira calabrese è andato perso con il tempo. Vi è ancora oggi una forte tradizione orale di canti religiosi dette "strine", di canti di amore e di "sdiagnu" , di canzoni burlesche e filastrocche, di formule divinatorie e di canti narrativi.
A partire da metà Ottocento si sviluppa una forte tradizione musicale legata a una rinomata attività bandistica. Attualmente le bande cittadine sono il complesso bandistico "Città di Curinga", il complesso bandistico "M. Lufrano - Città di Curinga", il complesso bandistico "F. Currado - Città di Curinga".

### Cucina
La cucina di Curinga ricalca gran parte delle caratteristiche della cucina calabrese, seppur con variazioni tipicamente curinghesi ed è fortemente legata alle feste o alle ricorrenze religiose.
È ancora diffusissima e riguarda la quasi totalità delle famiglie, la preparazione della salsa di pomodoro, usata in cucina quasi tutti i giorni. Avviene nel periodo estivo, quando ai pomodori oramai maturi vengono tolti i semi e macinati. La salsa ottenuta insieme a delle foglie di basilico viene imbottigliata e fatta bollire "nta Coddara". La quantità di salsa prodotta dovrà soddisfare il fabisogno della famiglia per un anno intero.
Così come per la salsa di pomodoro, anche la tradizione dell'uccisione del maiale è ancora molto sentita dalle famiglie curinghesi. Quest'ultima assume connotati di festa con banchetti, invitati e musica. Avviene nel periodo invernale di solito negli ultimi giorni di dicembre e i primi di gennaio per consentire al freddo di maturare gli insaccati prodotti evitando l'insorgere di muffe nocive e insetti che potrebbero compromettere la qualità finale. Alla carne "acciata" (sminuzzata), viene aggiunto necessariamente un conservante naturale "a cunzerva" autoprodotto sempre dalla famiglia e realizzato con i peperoni. "Sozzizza", "capicodda" e "suppressati" vengono appesi "a percia", un intreccio di assi di legno o ferro che di solito si trova nelle cantine e lasciati maturare per qualche mese. Una volta pronti, gli insaccati possono essere conservati sottolio o sottocenere e consumati crudi a fette o soffritti.
"I hilatiaddi cu posedda ianca" è un primo a base di pasta fatta in casa con fagioli bianchi mentre "i cannarozza e ciciari" (pasta con i ceci) viene consumato il giorno di San Giuseppe. "A posedda giallinedda" (fagioli tipici coltivati nelle contrade a monte di Curinga), viene servita semplicemente condita con un filo di olio di oliva e possibilmente consumata con un mestolo fatto di cipolla. Altri piatti tipici sono "i pìpi chijni" (Peperoni con ripieno di carne e formaggio), "malangiani o cucuzziaddi Chijini" (melanzane o zucchine ripiene), "pìpi e patati" (Peperoni e patate fritti), "baccalà frittu o schipìaci" (Baccalà fritto oppure bollito e mantecato con salsa di pomodoro e olive nere), la trippa alla curinghese con patate e olive nere, "u suffrittu" (soffritto di carne e fegato di maiale), "i zippuli" (zeppole fritte di farina e patate), "i nicatuli" (pasta fatta con farina e acqua e poi fritta), "mpastatiaddi" (polpetta di pasta fritta ripiena con un filetto di sarda), "a pitta chijna o cannaruta" (focaccia con ripieno a base di uovo sodo, formaggio, salame, frittola oppure nella variante più sottile senza ripieno dove all'impasto vengono aggiunti "i salimuari", una sorta di frattaglia spalmabile).
Molti sono i sottaceti e sottolii, anche questi quasi sempre autoprodotti da ogni famiglia: "pipi nto cugniattu" (peperoni pressati), "alivi virdi scacciati o nivuri mpurnati" (Olive verdi schiacciate, olive nere infornate), pumadora sicchi (pomodori seccati al sole).
I dolci tipici sono "i buccunotti" (biscotto con ripieno di marmellata fatta in casa o pasta di mandorle), "a cuzzupa" (fatta a Pasqua), "chijnuliaddi" (ravioli dolci ripieni di ricotta e cioccolato).

## Economia
Curinga ha un tasso di occupazione del 41,4% e un indice di disoccupazione pari al 19,5%. Ha un reddito pro-capite medio annuale di 12257 €.

### Agricoltura

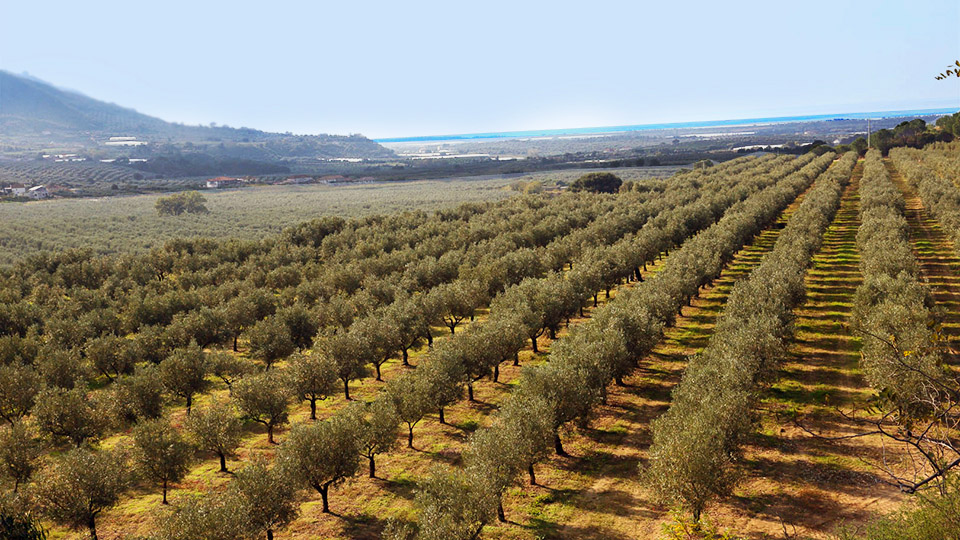
Piana di Curinga, uno degli uliveti della cultivar Carolea dalla quale si ottiene l'olio EVO "Lametia D.O.P.

Da sempre il territorio ha permesso un certo sviluppo agricolo nonostante fosse soggetto a intensi fenomeni alluvionali. La piana di Curinga grazie alla sua valenza agricola, venne più volte bonificata nel corso dei secoli. L'ultima avvenne nel 1931, ad opera del regime fascista che costituì il villaggio agricolo di Acconia dando impulso all'economia dell'area.
Già nel basso medioevo le colture di Gelsi, utilizzate per l'ottenimento della seta, affiancavano le numerose colture di barbabietola da zucchero. Quest'ultima ebbe un ruolo importante nell'economia locale fino agli anni 60.
Attualmente il territorio agricolo curinghese è riconosciuto come territorio agricolo di pregio e vanta una storica e rinomata produzione di olio extravergine di oliva Lametia D.O.P. ottenuto dalla cultivar Carolea, della vite con cui si ricavano i vini Lamezia D.O.C., numerosi agrumeti che producono arance, limoni, pompelmi e le Clementine I.G.P. di Calabria, e un'intesa produzione ortofrutticola tra cui spicca la cipolla rossa di Tropea I.G.P. e la Fragola di Curinga. Inoltre è diffusa nel territorio l'apicoltura con la produzione di vari tipi di miele. Queste attività sono affiancate da floride realtà florovivaistiche. Tali prodotti vengono esportati in gran parte d'Italia ed Europa.
L'agricoltura specializzate della Piana viene affiancata da un'agricoltura tradizionale collinare basata sulla produzione di olio e vino e, nei territori a monte del paese, legumi, grano e cereali. Sono presenti allevamenti di suini da cui è possibile ricavare Salsiccia, Pancetta, Capocollo e Soppressata di Calabria D.O.P. oltre che avicoli e di bovini, caprini, ovini con relativa produzione casearea. Sono presenti alcune attività di selvicoltura. Curinga è tra i territori in cui può essere prodotta la Liquirizia di Calabria D.O.P.

### Artigianato

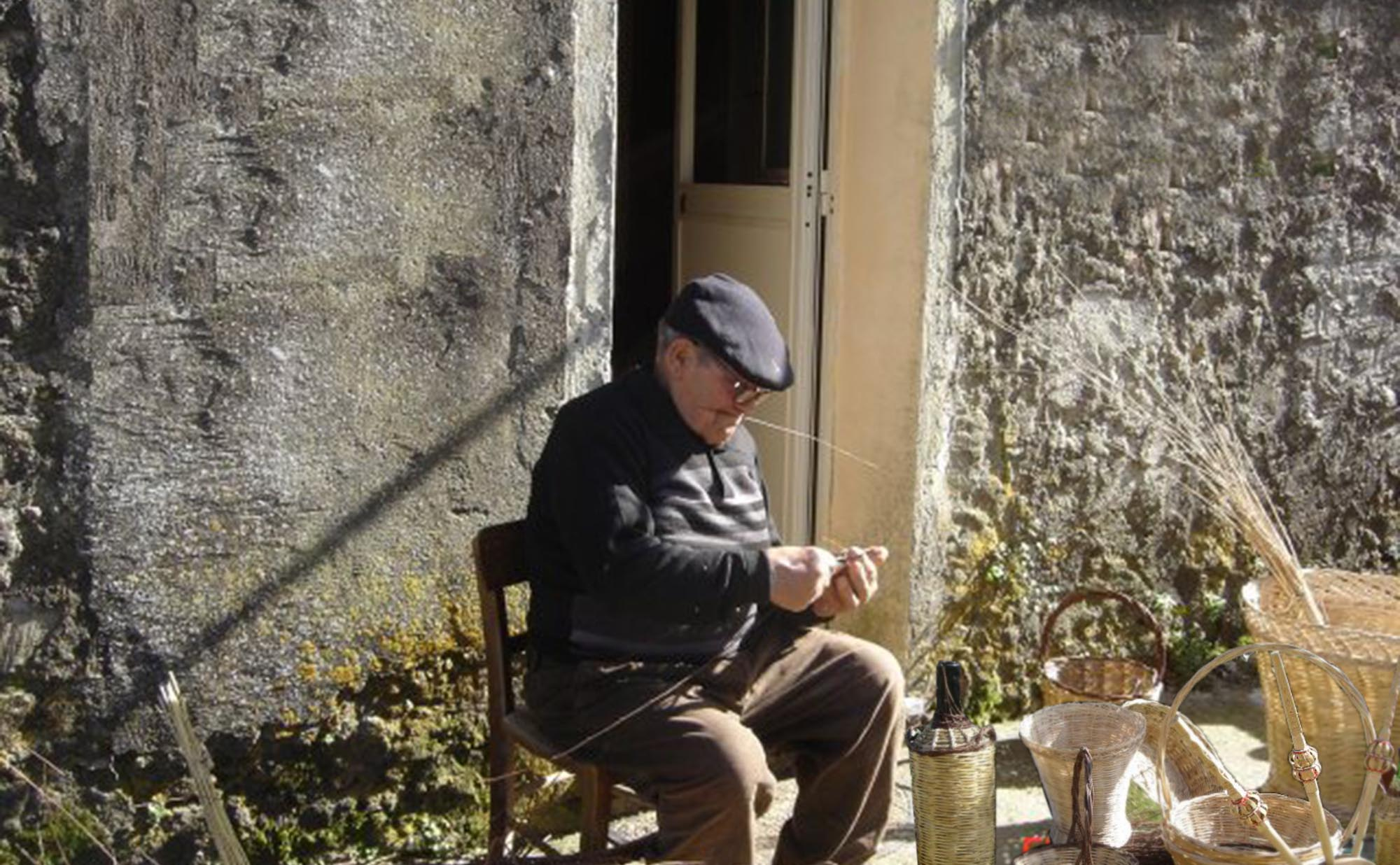
Curinga, "U Cistaru" intento ad intrecciare il vimini.

Sebbene Curinga a partire dal medioevo sia stato un fiorente centro artigianale, dal dopoguerra in poi ha assistito a un forte ridimensionato del settore.
Vi era un'apprezzata produzione di stoffe e molto diffusa era l'arte della tessitura, che veniva espressa per mezzo di sapienti lavorazioni al telaio ricchi di perizia. Questi lavori di squisita fattura rappresentavano la dote che la famiglia della sposa doveva garantire al momento delle nozze. L'utilizzo del telaio attualmente è quasi del tutto scomparso, così come le numerose botteghe sartoriali. Sopravvive ancora l'arte del ricamo, che trova la sua massima espressione nella realizzazione di scialli, coperte e biancheria in lino, cotone, canapa, seta o lana.
Vi è una storica tradizione legata alla lavorazione del ferro battuto e del vetro oltre che della lavorazione del legno con la costruzione di arredi e cornici. Sono presenti piccole attività di liuteria. Resiste ancora l'arte dell'intreccio per la realizzazione di cesti e canestri ottenuti mediante l'utilizzo di canna, virgulti d’olivastro, di olmo, di salice, rafia, paglia, dei culmi delle spighe e della canapa.

### Industria

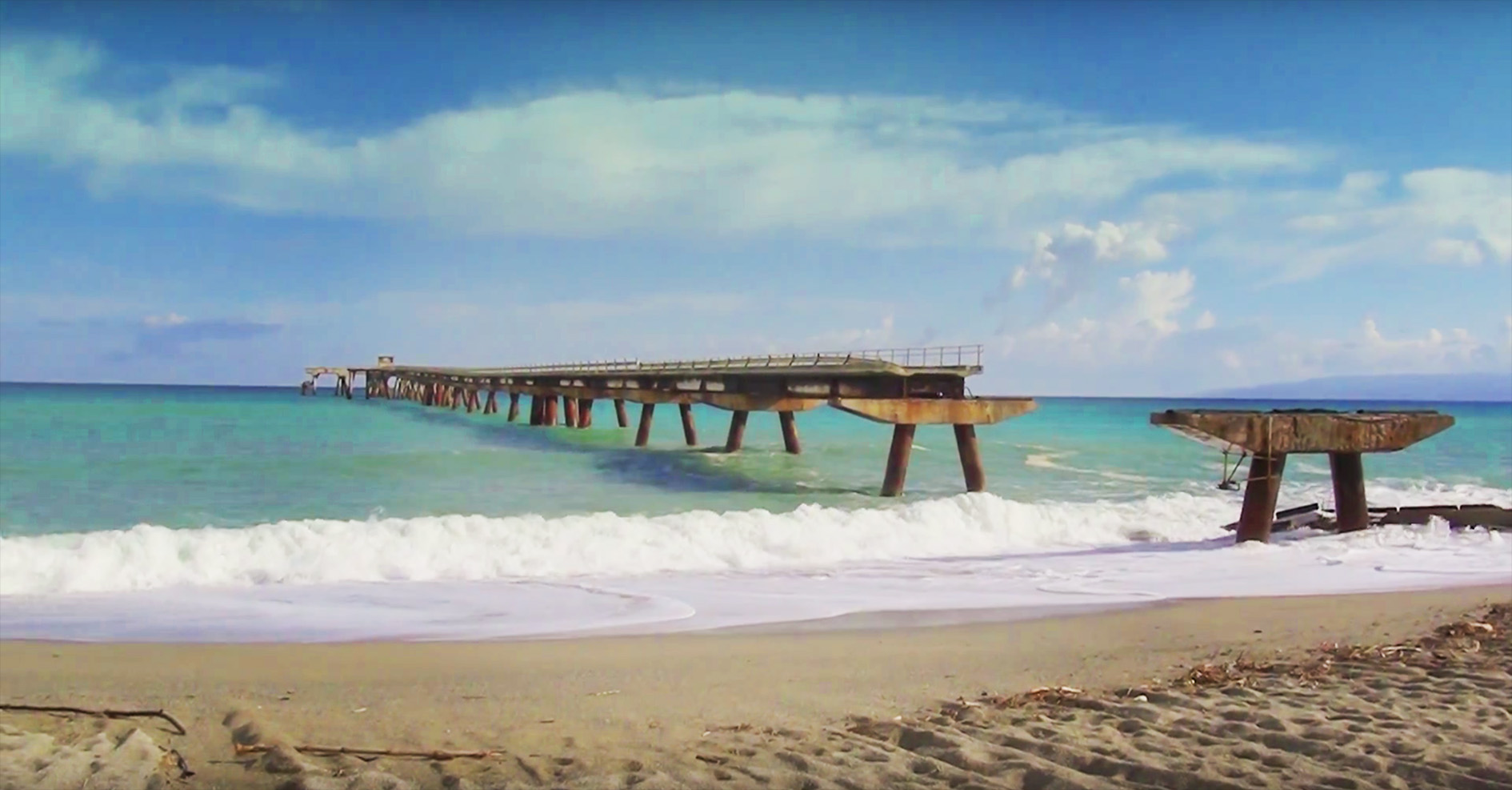
Il pontile dell'area Ex- Sir (ora Corap), visto dal lato di Curinga.

L'industria rappresenta un tema controverso: negli anni '70, lungo il confine del territorio comunale (attualmente ricadenti nell'area industriale di Lamezia Terme), su terreni agricoli a ridosso della spiaggia si favorirono scelte produttive che riguardarono l'insediamento di un grande polo chimico (Ex Sir). Il piano industriale fallì dopo qualche anno: ciminiere, grandi fabbricati e un pontile d'acciaio lungo quasi un km deturparono, degradarono e inquinarono profondamente parte del territorio.
Nell'area P.I.P. comunale in contrada Rotoli, oggi sorgono piccole e medie imprese legate alla produzione di mezzi meccanici per l'agricoltura, alla metallurgia per la produzione di serramenti e infissi, aziende dell'arredamento. Altre realtà produttive sono legate al settore edile e delle costruzioni, allo sfruttamento minerario bituminoso, allo sfruttamento di risorse idriche per la produzione di energia elettrica.

### Turismo

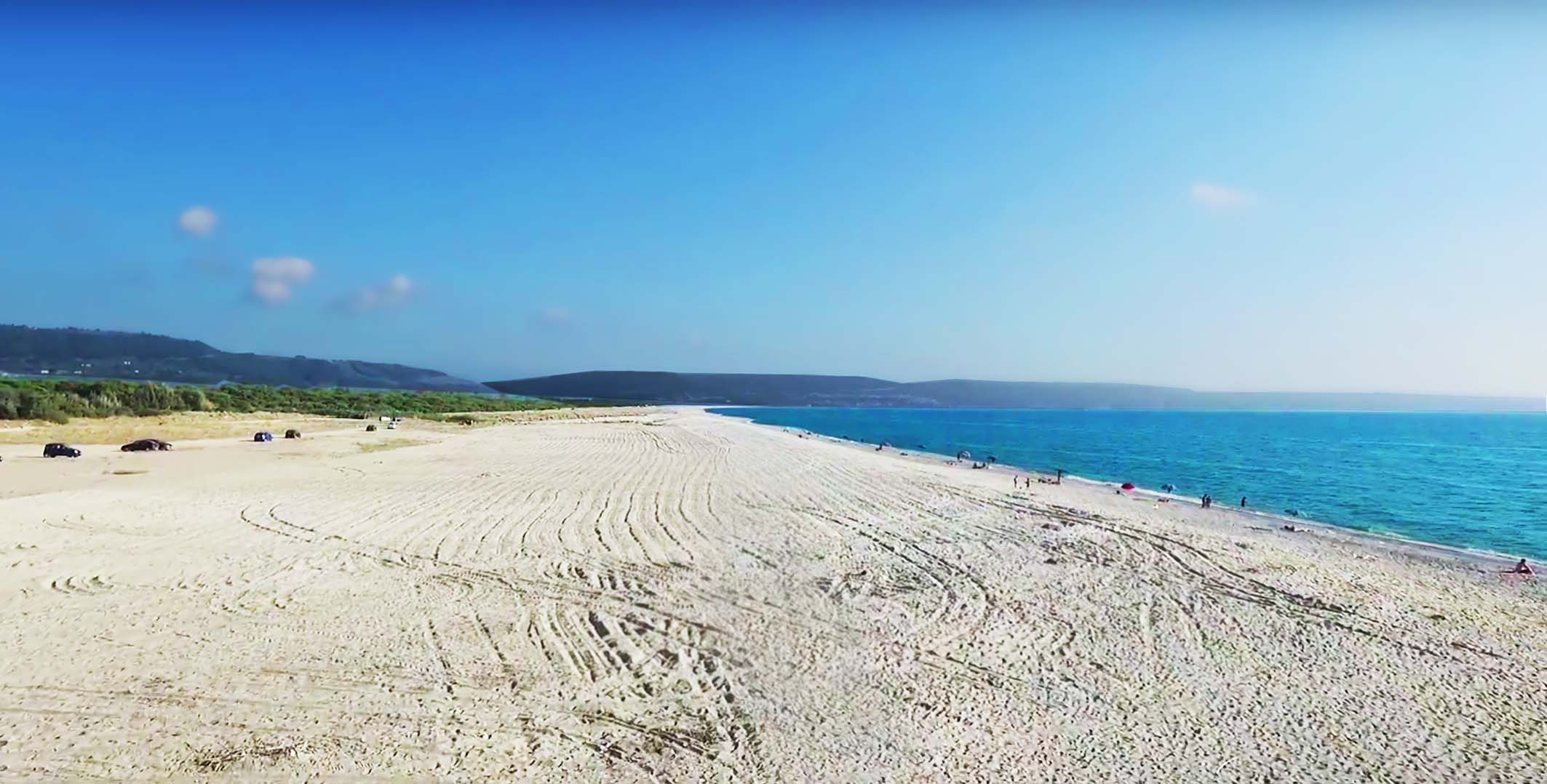
Curinga, i di spiaggia libera, visti da Lido Sirene, con alle spalle la pineta e i siti di interesse comunitario "Dune dell'angitola" e "Palude di Imbutillo".

Dal centro storico di Curinga alle aree archeologiche, dalle bellezze naturalistiche dei monti fino a quelle della costa, dalle eccellenze gastronomiche a quelle artigianali, l'intero territorio comunale ha una chiara vocazione turistica, attualmente non del tutto sfruttata. Curinga non rientra ancora nei grandi flussi turistici di massa e questo consente di ammirare la sua bellezza più autentica.
Il Garden Resort Calabria, situato in località Torre Mezza Praia, ospita migliaia di turisti durante il periodo estivo mentre altre strutture ricettive sono presenti ad Acconia, Curinga e nelle contrade a monte del paese. Numerosi sono i ristoranti e gli agriturismi sparsi sul territorio dai quali è possibile godere oltre che delle prelibatezze culinarie del luogo anche di splendide viste mozzafiato.

## Infrastrutture e trasporti

### Strade
Il territorio comunale di Curinga è attraversato dalla SS18 Tirrena Inferiore, che è collegata al centro abitato tramite la SP114, e dall'autostrada A2 del Mediterraneo, quest'ultima con gli svincoli di Lamezia Terme e Pizzo nelle immediate vicinanze.

### Ferrovie
Nel territorio comunale di Curinga è presente una stazione ferroviaria ormai dismessa (stazione di Curinga), situata ad Acconia.

### Porti
Nei mesi estivi è attivo un piccolo rimessaggio barche sulla spiaggia in località Sirene a Marina di Curinga.

### Autobus
Curinga è collegata alle città di Catanzaro, Lamezia Terme e Vibo Valentia attraverso servizi di trasporto pubblico su gomma.

## Amministrazione
| Periodo        | Periodo        | Primo cittadino             | Partito                       | Carica                    | Note |
| -------------- | -------------- | --------------------------- | ----------------------------- | ------------------------- | ---- |
| 23 aprile 1995 | 13 giugno 1999 | Domenico Francesco Calvieri | lista civica Indipendente     | sindaco                   |      |
| 13 giugno 1999 | 13 giugno 2004 | Domenico Francesco Calvieri | lista civica Indipendente     | sindaco                   |      |
| 13 giugno 2004 | 7 giugno 2009  | Antonio Ferraro             | lista civica Indipendente     | sindaco                   |      |
| 7 giugno 2009  | 12 giugno 2012 | Domenico Maria Pallaria     | lista civica                  | sindaco                   |      |
| 12 giugno 2012 | 27 maggio 2013 |                             |                               | commissario straordinario |      |
| 27 maggio 2013 | 10 giugno 2018 | Domenico Maria Pallaria     | lista civica Curinga adesso   | sindaco                   |      |
| 10 giugno 2018 | 15 maggio 2023 | Vincenzo Serrao             | lista civica Insieme possiamo | sindaco                   |      |
| 15 maggio 2023 | in carica      | Elia Carmelo Pallaria       | lista civica Impegno comune   | sindaco                   |      |

### Gemellaggi
Curinga, insieme ai comuni dell'Unione Monte Contessa (Maida, San Pietro a Maida, Cortale e Jacurso), è gemellata dal 25 gennaio 2014 con la città di Betlemme.

## Sport

### Calcio
La diffusione del gioco del Calcio a Curinga avviene intorno agli anni Venti. La prima squadra ad essere fondata sarà, nel 1946, l'U.S. Curinga che vincerà nello stesso anno il campionato Propaganda garantendosi l'accesso alla Prima Divisione. Negli anni '70, verrà fondato a London (Canada), il Curinga Team, squadra di calcio militante nei campionati canadesi.
Le formazioni calcistiche di Curinga (U.S. Curinga, A.S. Libertas Curinga, A.S.D. Nuova Curinga, Polisportiva Acconia, A.N.S.E.L. Acconia e A.S.D. Acconia Spartans) hanno sempre militato in tornei di livello dilettantistico.
Il comune di Curinga è proprietario di due impianti calcistici: lo stadio comunale "Carlo Piro", situato a Curinga centro, e un altro campo sportivo situato in contrada Cerzeto.

### Karate
A Curinga è attiva l'ASD Sport Karate Club Curinga.

### Podistica
L'A.S.D. Atletica AVIS Curinga si è fatta promotrice della "Curinga Marathon - 6 ore per le vie di Curinga" che insieme alla "100 km dei due Mari" rappresentano uno degli eventi principali della podistica locale.

### Automobilismo
Lo Slalom Curinghese è una delle tappe del campionato regionale slalom organizzato dall'ACI Catanzaro. La kermesse automobilistica vede la partecipazione di auto storiche modificate e prototipi e si articola su un percorso di 2950 metri, con partenza da località Turrina e arrivo in via Colombo all'ingresso del centro abitato di Curinga.

### Pallavolo
Attualmente l'unica squadra di pallavolo in attività è l'A.S.D. Blue Foxes Club che milita nel campionato di Serie D e gioca le sue partite interne presso la palestra comunale dell'Istituto Comprensivo "G. Marconi".